# Casa de la Ciudad (Barcelona)
La Casa de la Ciudad de Barcelona, que es el edificio y sede del Ayuntamiento de Barcelona, se encuentra en el centro histórico de la ciudad, enfrente del Palacio de la Generalidad de Cataluña. Su construcción se ha realizado a través de diversos siglos. La fachada principal actual, situada en la plaza de San Jaime, data de 1847, aunque su origen es de 1369, cuando se empezó a construir el Salón de Ciento, origen de la historia del ayuntamiento de Barcelona.

## Historia

### Jaime I

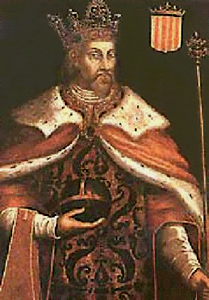
Pedro el Grande que aprobó el privilegio Recognoverunt proceres.

El rey Jaime I fue quien nombró en 1249 a cuatro pahers para otorgar alguna autonomía en la gobernación de la ciudad. En 1257 el rey nombró a 8 consejeros dándoles poder para elegir hombres para el Consejo, unos cien asesores (variaban según los años), que establecieron el Consejo de Cien Jurados en un privilegio de 1265, (poco a poco la forma de elección irá cambiando hasta que se llegue a la elección por la insaculación o sorteo de los nombres de los consejeros que se extraían de una bolsa; de aquí le viene el nombre de insaculación). Fue reforzado por otro de 1274 por un periodo de diez años. Al cumplirse éste, su hijo Pedro el Grande aprobó el 11 de enero de 1284 el privilegio a perpetuidad, llamado Recognoverunt proceres, que se trataba de una compilación de normas sobre el gobierno de la ciudad, impuestos, libertad de comercio, los límites de los oficiales reales en la ciudad, etc. y que permaneció hasta el Decreto de Nueva Planta de Felipe V, en 1716, por el cual se abolían todas las instituciones históricas de Cataluña.

### Primeras reuniones del Consejo
En su origen las reuniones de dichos consejeros se llevaron a cabo en las escaleras de la entrada del Palacio Real Mayor que servían de hemiciclo y que por falta de espacio pasaron al convento de los dominicos de Santa Catalina. Por desavenencias surgidas con la orden de los Hermanos Predicadores del convento, en tiempos de la Inquisición por la inculpación que hicieron de hereje al ciudadano Bartomeu Genovès sin darle opción de defensa, abandonaron el convento y después de un breve periodo donde las reuniones se celebraban en el convento de San Francisco, se organizaron los encuentros en casa del notario barcelonés Simó Rovira, escribano del Consejo, en la antigua calle Regomir; hacia 1369 se efectuó la compra del edificio a dicho notario y a medida que las necesidades del Consejo crecían, iban adquiriendo edificios y solares adyacentes, hacia la plaza de San Jaime, configurándose el espacio que hoy ocupa el edificio.

### Libro Verde
En el Archivo Histórico de la Ciudad, se guarda el Llibre Verd, llamado así por el color de sus tapas; es un códice manuscrito formado por cuatro volúmenes y que contiene todo lo referente a materias jurídicas y administrativas de la ciudad. Empezaron sus relatos en 1346, según los últimos estudios llevados a cabo por los historiadores Sebastià Riera y Manuel Rovira, fue encargado por el Consejo de Ciento al notario Ramon Ferrer, siendo el primer volumen el único que está ilustrado con magníficas miniaturas de los talleres de los pintores Ferrer Bassa y su hijo Arnau Bassa; aparecen representados Pedro el Católico, Pedro el Grande, las cortes de Cataluña, hechos históricos o las escenas de algunas batallas, enmarcados todos ellos con orlas y cenefas. Sobre este libro han tomado juramento y posesión de sus cargos los nuevos concejales durante siglos.

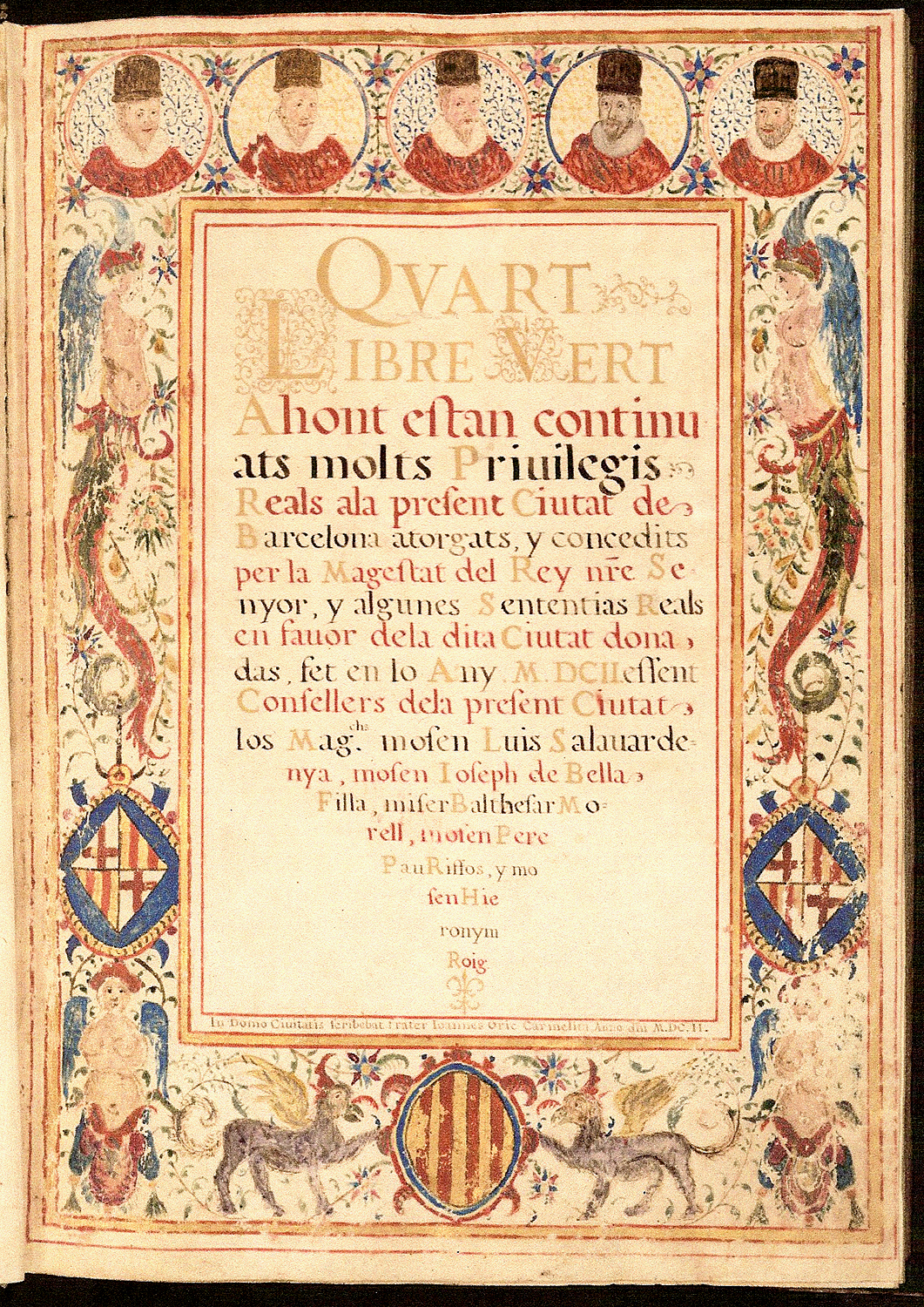
Página del Volumen IV del Libro Verde
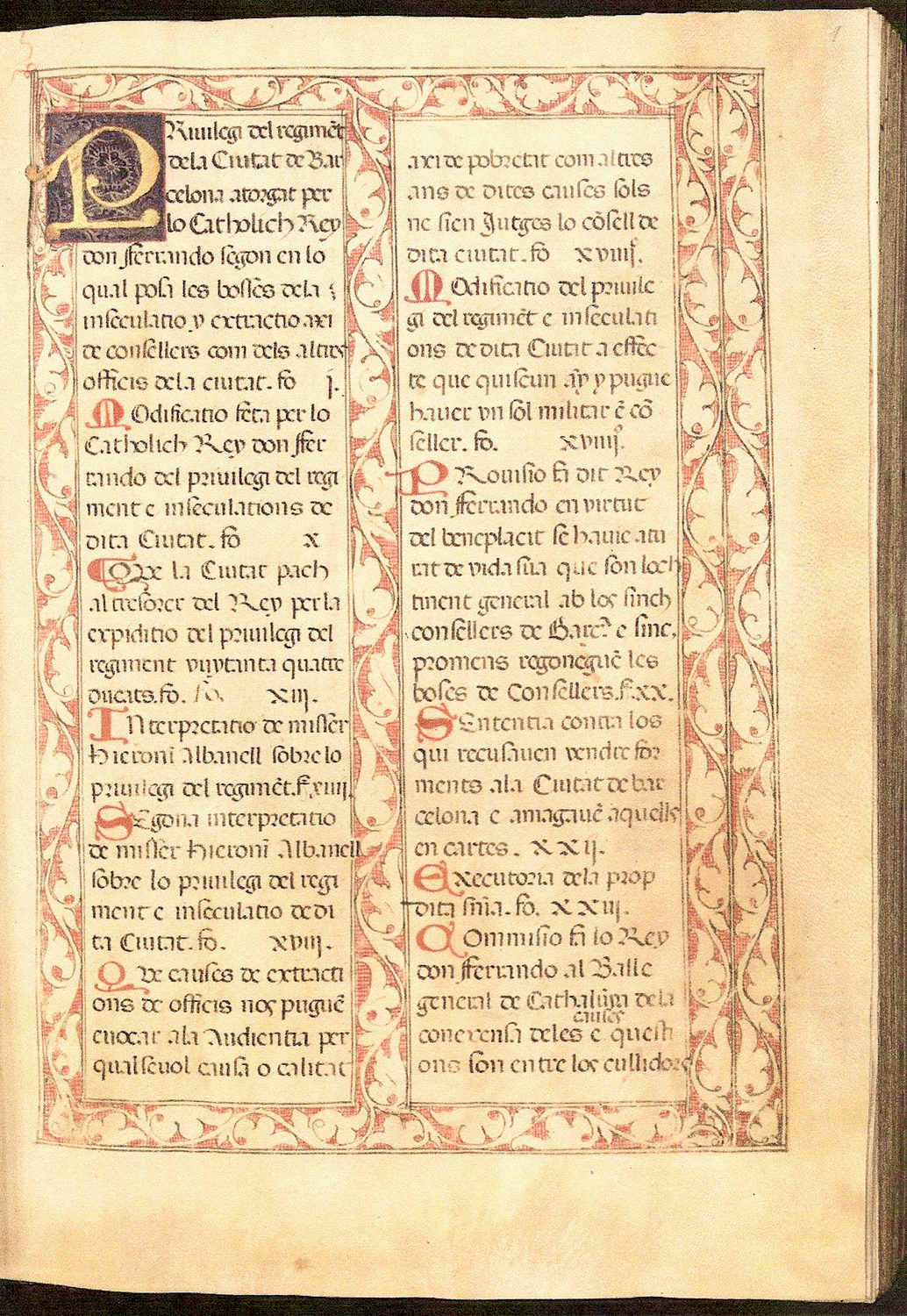
Página del Volumen IV del Libro Verde
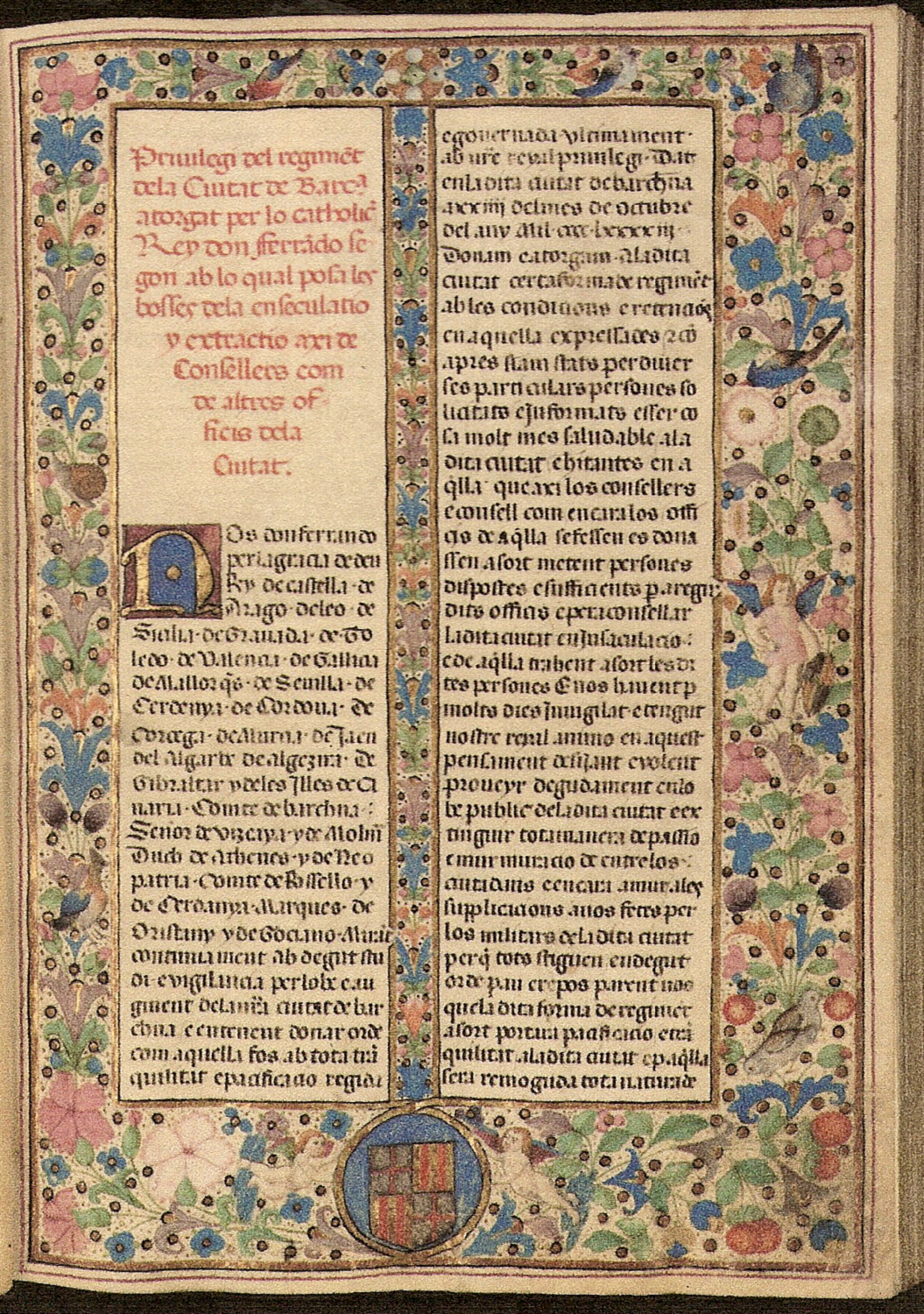
Página del Volumen IV del Libro Verde

### Bandera de Santa Eulalia
En uno de los ventanales de la fachada gótica había la costumbre de poner la bandera de Santa Eulalia (patrona de la ciudad) en los momentos de máximo peligro. Fue llevada al frente de las tropas en la guerra de los Segadores, el 26 de enero de 1641, nuevamente en la Batalla de Montjuïc de 1706 y durante el sitio de Barcelona, el 11 de septiembre de 1714, donde la llevaba el conseller en Cap Rafael Casanova i Comes que resultó herido en esta batalla.
En 1981 se hizo una reconstrucción de la bandera, según la descripción que constaba en el Dietari de Jeroni Pujades de 1601, que se expone anualmente en el balcón de la fachada principal de la plaza San Jaime, por las fiestas de Santa Eulalia.

## Arquitectura

### El edificio

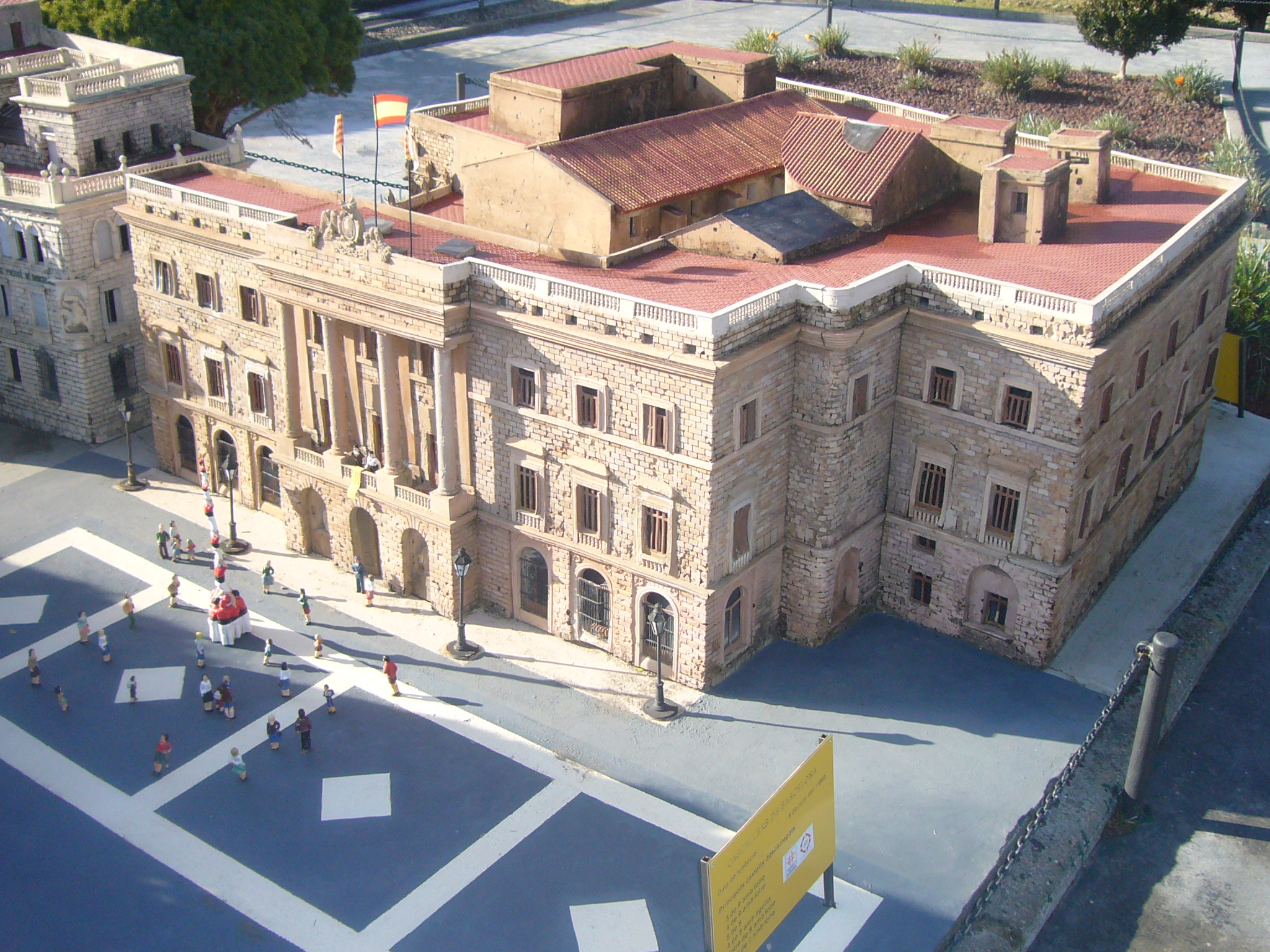
Maqueta del edificio en Cataluña en Miniatura.

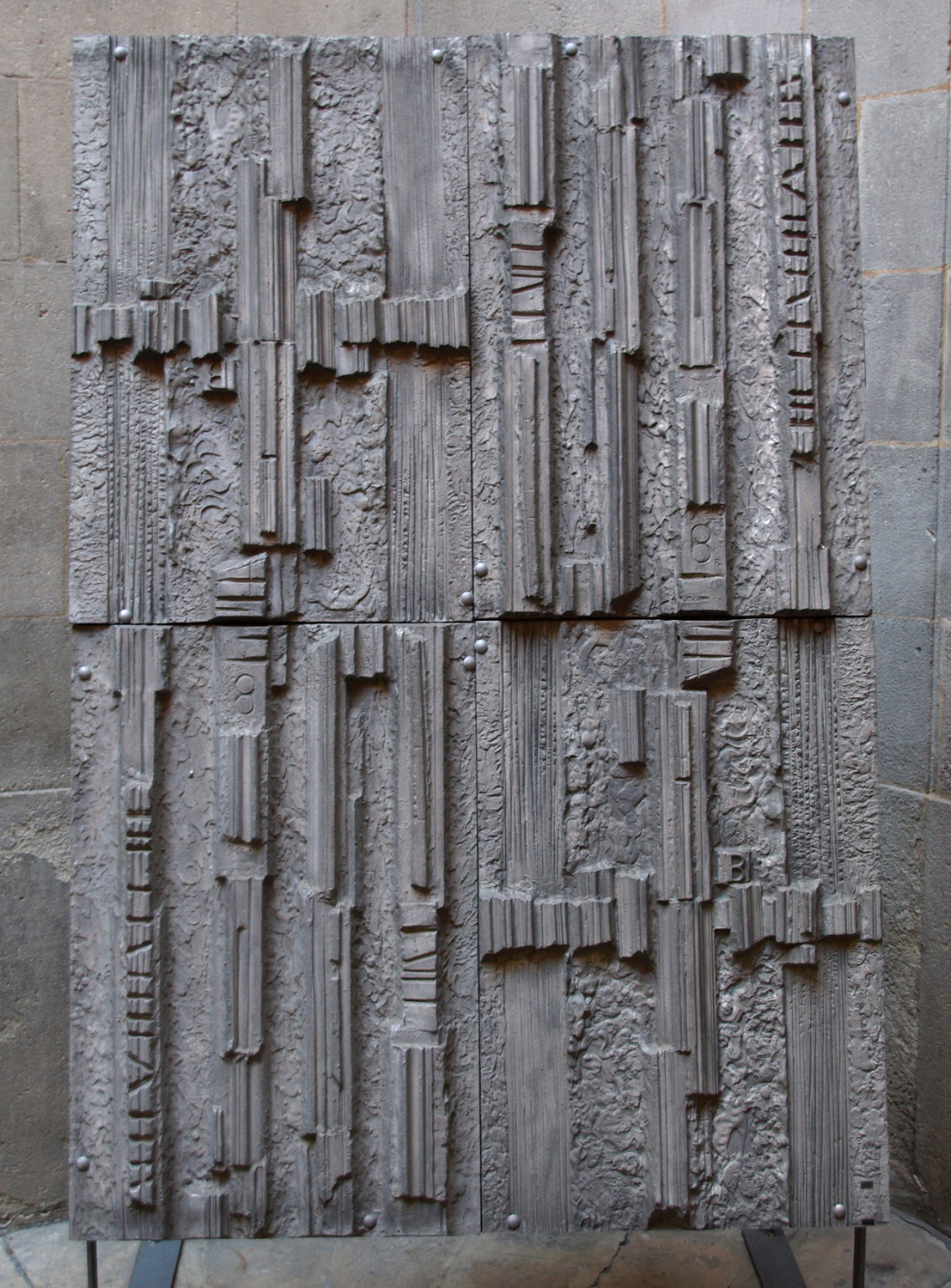
Uno de los escudos de Barcelona del escultor Subirachs, antiguamente emplazados en la fachada del edificio Novísimo.

El edificio, sede del Ayuntamiento de Barcelona es un palacio cuya fachada principal de estilo neoclásico se encuentra en la plaza de San Jaime y fue realizada en 1847, por José Mas Vila junto con la urbanización de la plaza. El Edificio Nuevo fue reconstruido en 1929 por Antoni Falguera, Joaquim Vilaseca y Adolfo Florensa con un gran estudio histórico que permitió la recuperación de algunos espacios casi desaparecidos en anteriores intervenciones.
En la calle de la Ciudad está la antigua fachada gótica de 1399 que se había utilizado hasta la construcción de la neoclásica como puerta principal. Entre los siglos XIII y XIV, siendo su primer maestro de obras Pere Llobet, se edificaron el Salón de los Cien Jurados (Salón de Ciento), el patio interior, La Capilla, la sala de Elecciones, el Patio de los Naranjos, la Escribanía y el Trentenario junto con la fachada gótica. Menos el Patio de los Naranjos, todo se conserva aunque, con algunas remodelaciones posteriores.
En el lado que da a la plaza de San Miguel está la parte más moderna; son unas construcciones añadidas para el servicio administrativo de los ciudadanos, el Novísimo de 1958, inaugurado en 1970, un edificio de quince plantas de vidrio de los arquitectos Lorenzo García-Barbón y Enric Giralt i Ortet y decorado con paneles en aluminio representando el escudo de la ciudad del artista Josep Maria Subirachs además de un friso realizado en cemento en la parte exterior, enmarcando la planta baja, del mismo escultor.
El arquitecto Manuel Brullet Tenas en 1994 fue el encargado de realizar nuevas reformas de mejora en la conexión entre los tres edificios y el derribo de las cuatro últimas plantas del Novísimo para su mejor armonía entre ellos y el entorno donde están ubicados.

### La fachada gótica

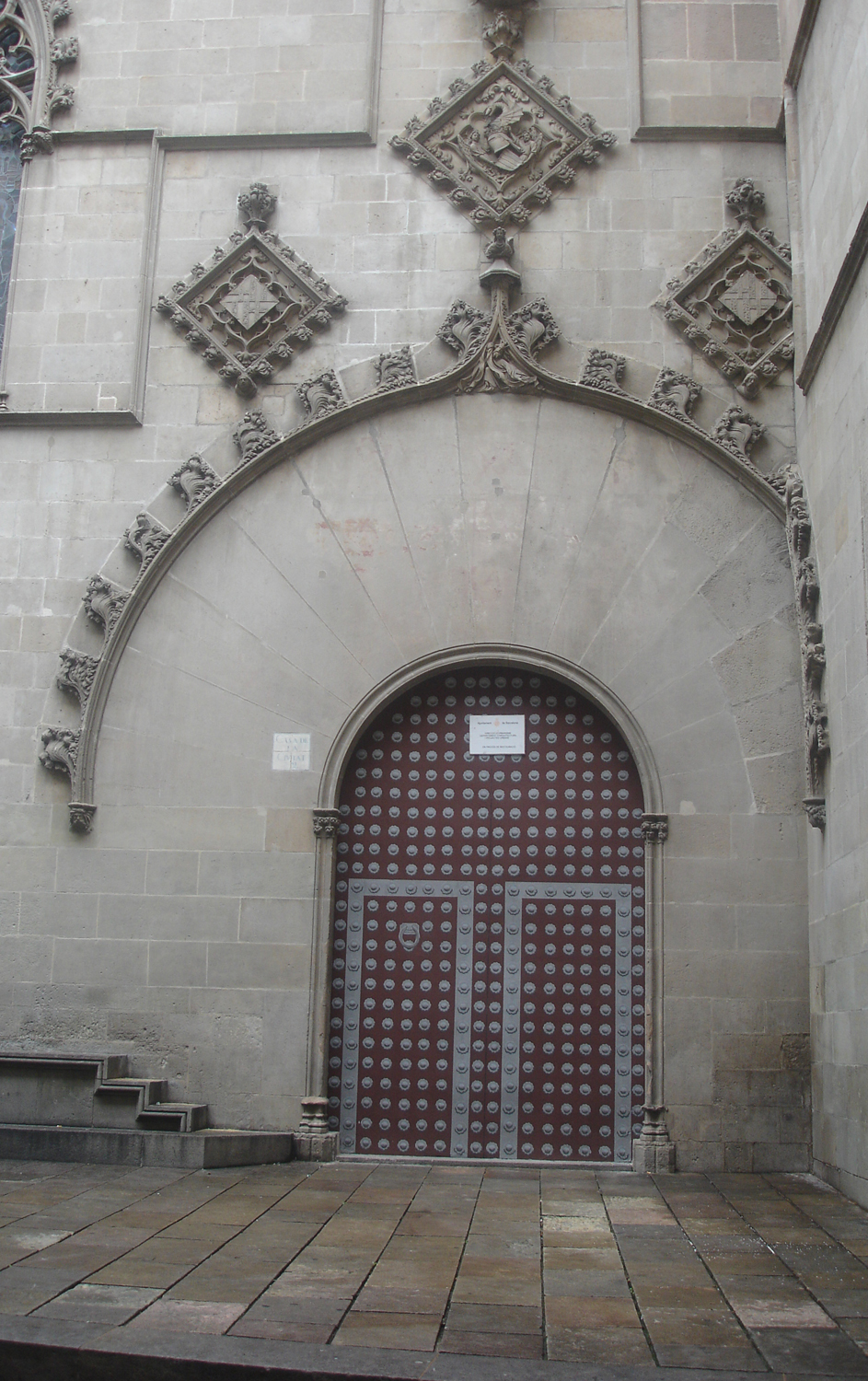
Puerta principal de la fachada gótica, con tres escudos, dos del ayuntamiento y el central de las armas del rey Pedro III.

El Consejo de Ciento encargó en 1399 al maestro de obras Arnau Bargués la construcción de la fachada, que realizó con características similares y fácilmente relacionadas con otras construcciones llevadas a cabo por él, como el palacio del rey Martín el Humano en Poblet.
Según el contrato, la fachada debía ser lo más hermosa posible con un 

sobre-volt fi i gentil.

Es de dos pisos y caracterizada por su horizontalidad reforzada con las filas de impostas también horizontales que recorren toda su fachada. Está ejecutada con simetría centrada respecto a la puerta principal de arco de medio punto con grandes dovelas; sobre ella están esculpidos tres escudos, dos del ayuntamiento y el central el de las armas del rey Pedro III, realizados por Jordi de Déu en 1400 y coronada por la escultura del arcángel San Rafael situada debajo de un pináculo de Pere Sanglada realizada en 1401, con ventanas góticas en ambos lados.

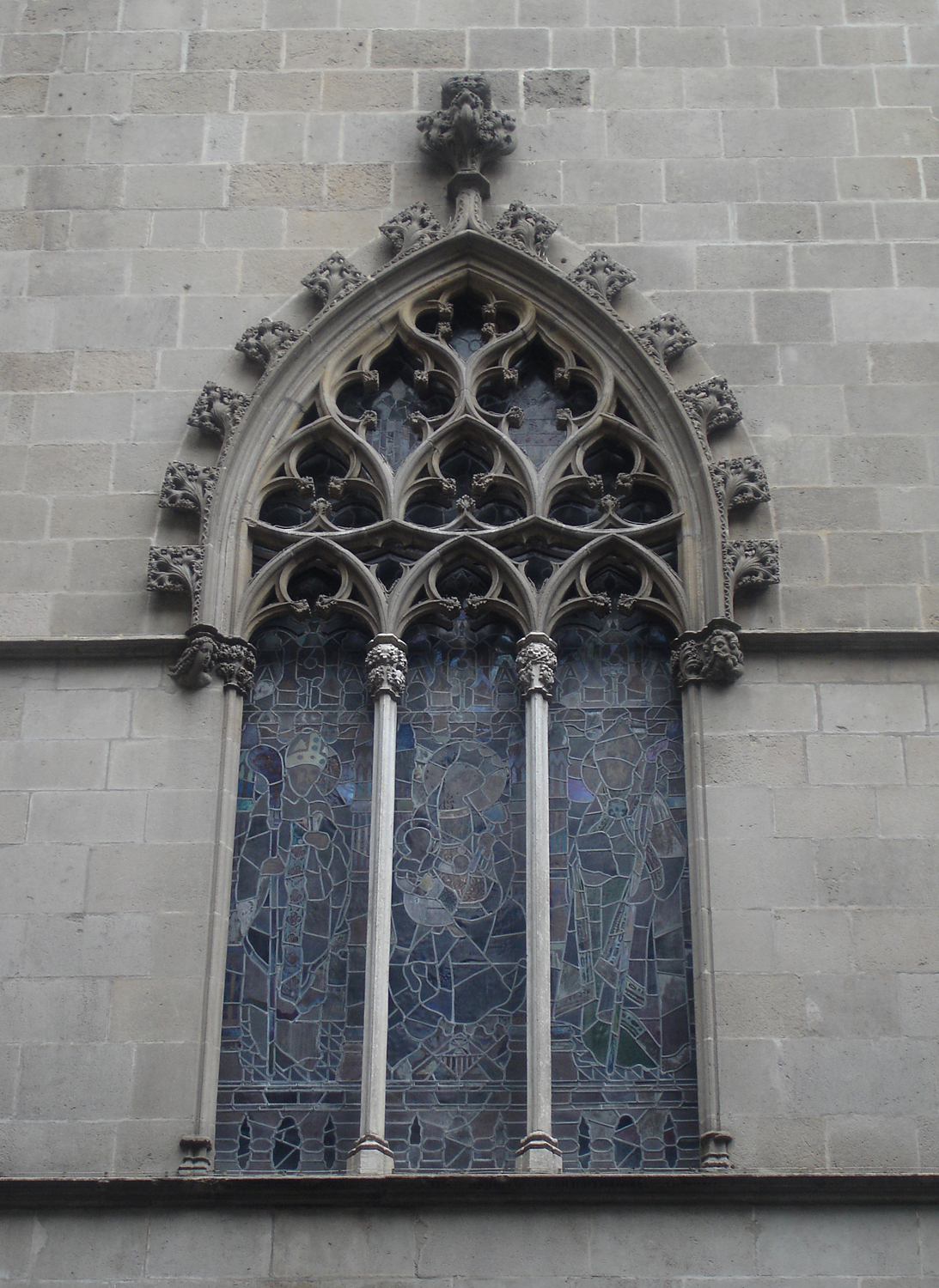
Ventanal gótico del piso superior de la fachada gótica.

En el piso superior se encontraban tres grandes ventanales de arcos apuntados con dos finas columnas donde descansa la decoración de tracería gótica de los cuales solo quedan dos. Todas las aberturas tanto de la puerta como de las ventanas tienen un guardapolvo al extradós de las dovelas con decoración de hojas de roble y en el centro de las ventanas con un ramo. En la parte superior de la fachada hay un friso de arcos ciegos, gárgolas y pináculos; las gárgolas son obra del escultor Pere Johan hijo de Jordi de Déu, representando animales fantásticos. En los ángulos se encuentran las imágenes de San Severo y Santa Eulalia bajo pináculos también góticos.
En el siglo XIX, cuando se iba hacer la fachada principal en la plaza de San Jaime, estuvo a punto de destruirse, para la unificación del edificio. Las obras de derribo, se pararon ante las protestas de la Real Academia de las Buenas Letras de Barcelona y la Real Academia de Bellas Artes de Sant Jordi, pero la fachada quedó mutilada, haciendo desaparecer uno de los vitrales superiores y la puerta quedó desplazada hacia la derecha.

### Fachada neoclásica

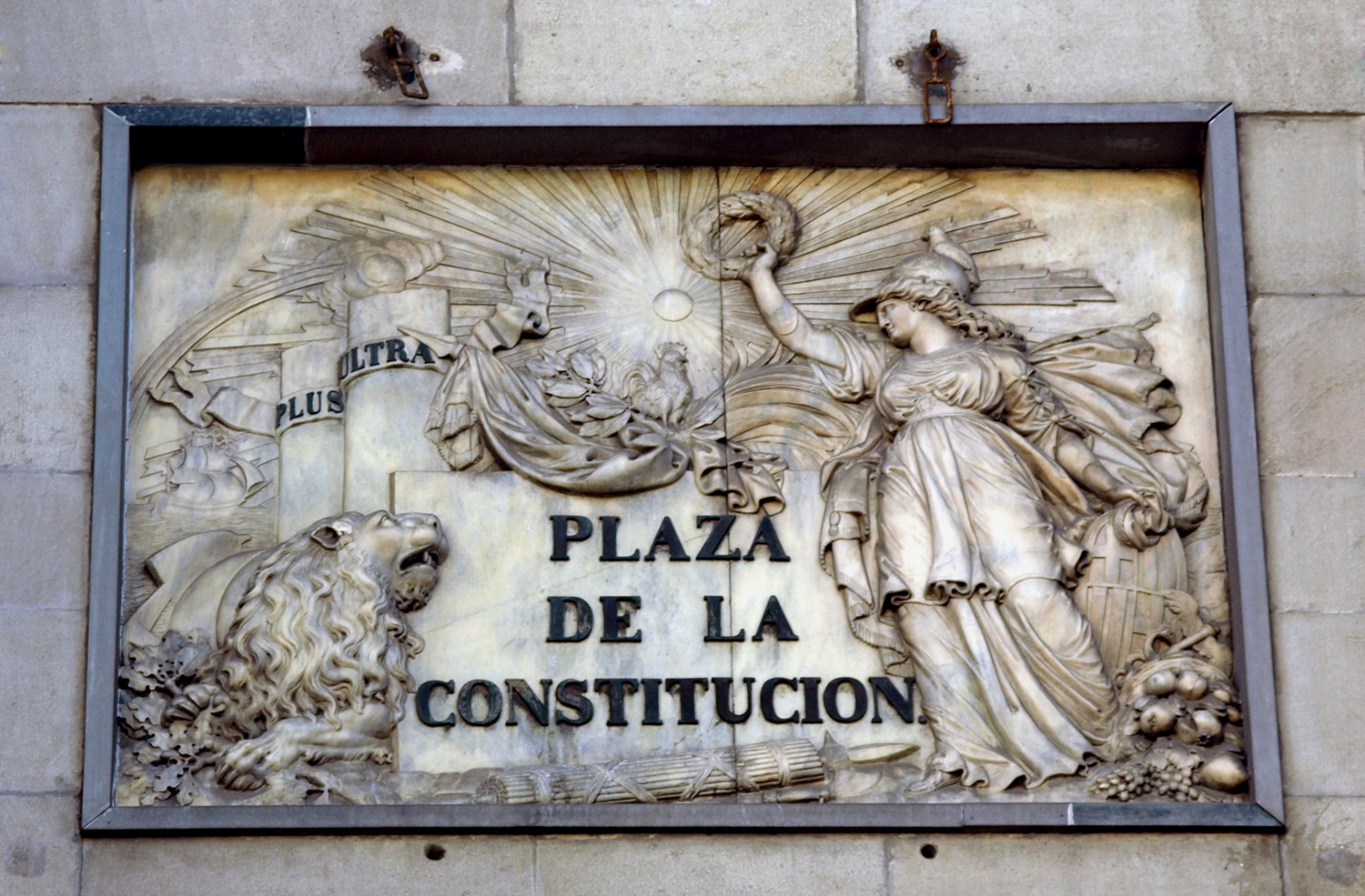
Placa con motivo de la inauguración de la Plaza de la Constitución, colocada en la fachada neoclásica, y retirada el 2013 (actualmente en el MUHBA)

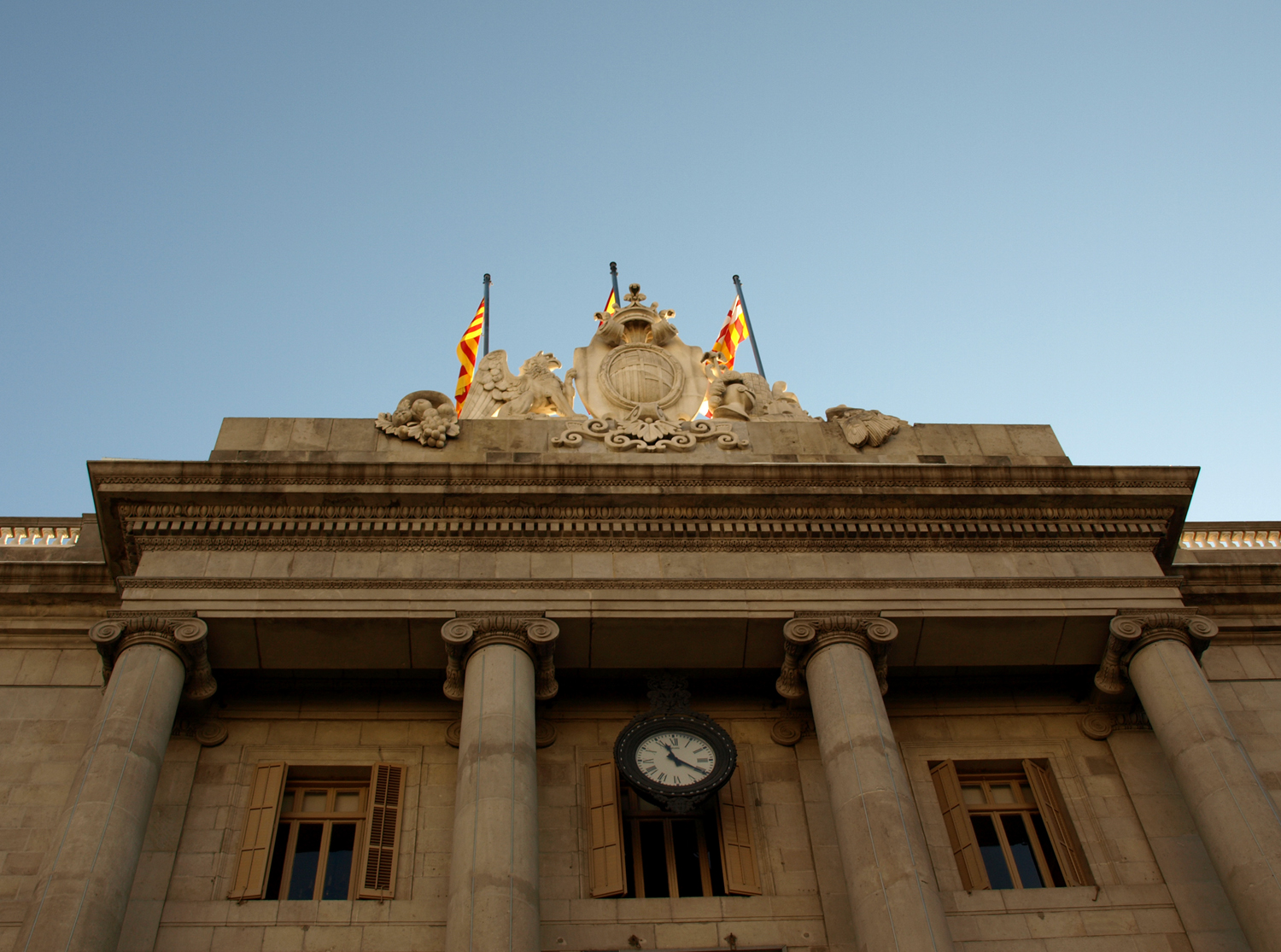
Coronamiento de la fachada neoclásica, según proyecto de Francisco Daniel Molina en 1855.

El encargado de la construcción de la nueva fachada principal del ayuntamiento, fue el arquitecto municipal José Mas Vila; su fecha de finalización fue en 1847.
De estructura neoclásica, tiene un esquema donde se adelanta la parte central para remarcarla en el primer piso con cuatro grandes columnas con capiteles jónicos que forman el balcón presidencial, donde se instaló una placa en relieve de Celdoni Guixà, que se realizó con motivo de la inauguración en 1840 de la Plaza de la Constitución, actual plaza de San Jaime y que ha permanecido hasta 2013, cuando fue retirada.  Actualmente se conserva en el Museo de Historia de Barcelona.y en su lugar figura otra con la inscripción "Ajuntament de Barcelona".y el escudo de la ciudad. Sobre esta placa se colocó en 1852, un gran reloj realizado por el Sr. Garçon.

[...] el reloj tiene la forma de una gran péndola y se halla suspendido entre las 4 columnas del balcón del centro.

Se remata la fachada con un ático formando un frontón con el escudo de la ciudad proyectado en 1855 por el arquitecto Francisco Daniel Molina, sucesor en el cargo de José Mas Vila.
En la parte baja a ambos lados de la entrada en unas hornacinas están las esculturas del rey Jaime I y del consejero Joan Fiveller obras del escultor Josep Bover i Mas inauguradas el día 6 de junio de 1844 por la reina Isabel II.
Siguiendo la simetría de la parte central, los laterales están formados por dos cuerpos de tres plantas con grandes ventanales de medio punto en la planta baja, ventanas con balcón en el primer piso y ventanas más pequeñas en el segundo.

### Patio interior
Al patio interior (en catalán: pati central), se accede desde la entrada principal de la plaza de San Jaime.
Su construcción se data de 1391 con reformas posteriores y naturalmente su acceso era desde la fachada gótica.
Las obras de renovación del patio se iniciaron alrededor de 1560, de estilo gótico, aunque con algunos elementos decorativos del renacimiento. Consta de arcuaciones de arcos ogivales sobre columnas; encima de ellas hay una galería con abertura de ventanas y balaustradas, rematándose con una cornisa de pináculos y gárgolas. Fue destruido en las obras de 1830 y vuelto a reconstruir fielmente en 1929.
En el lateral derecho de este patio es donde se encuentra la galería del Trentenario y la escalera de Honor, que es la que conduce al Salón de Ciento. Desde esta escalera y en toda esta planta baja del patio se pueden ver numerosas esculturas que a lo largo de los años se han ido instalando: La Diosa, La Pujanza y Maternidad de Josep Clarà, Espíritu Mediterráneo de Frederic Marès, Los tres gitanitos de Joan Rebull, Mujer de Joan Miró, Mujer sentada de Manolo Hugué, Urano de Pablo Gargallo, Torso de mujer de Enric Casanovas, San Jorge de Josep Llimona, Barcelona Olímpica de Joan Mora, Rafael Casanova de Rossend Nobas y Materia y Forma de Josep Maria Subirachs.

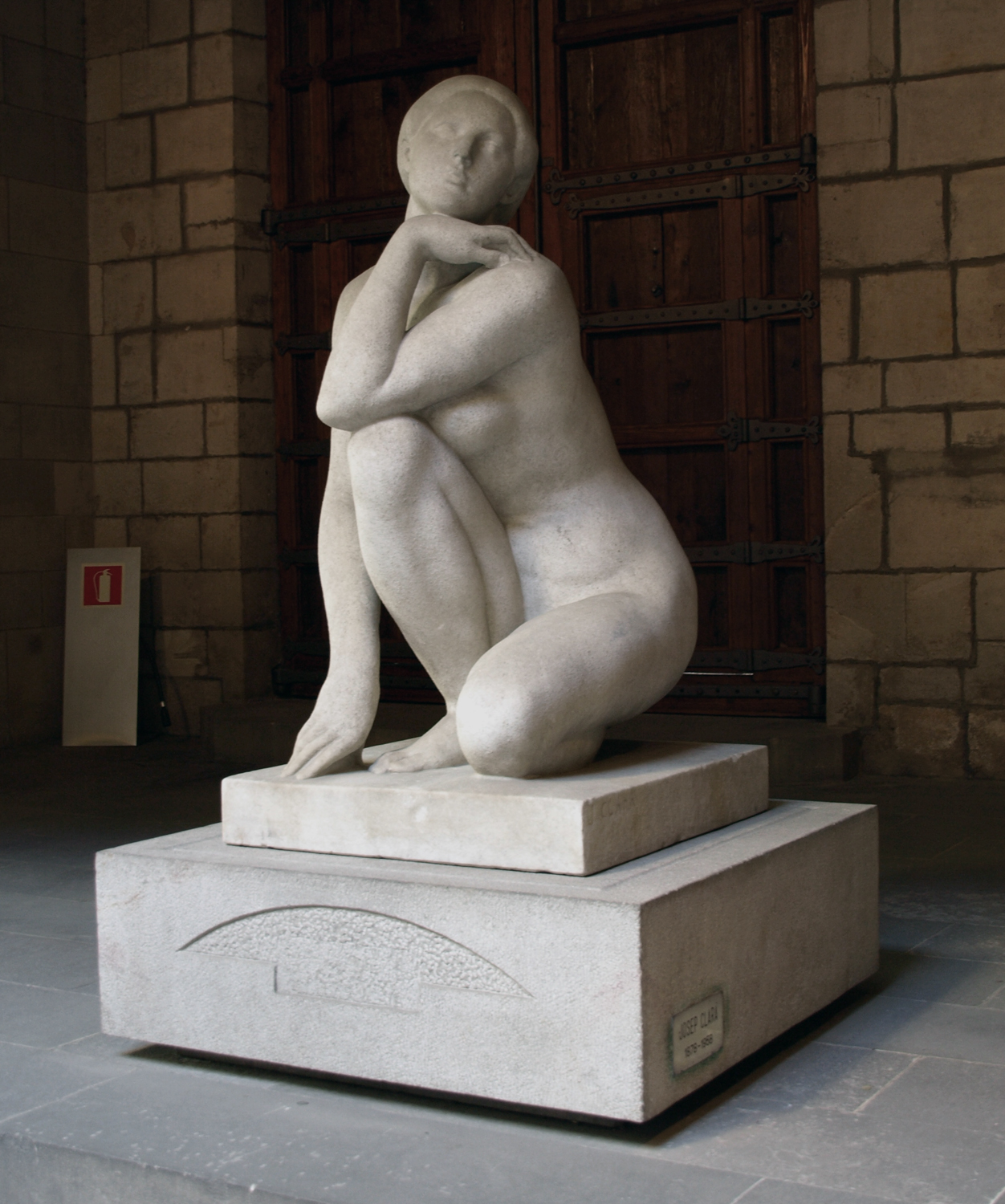
1910/1929 - La Diosa de Josep Clarà.
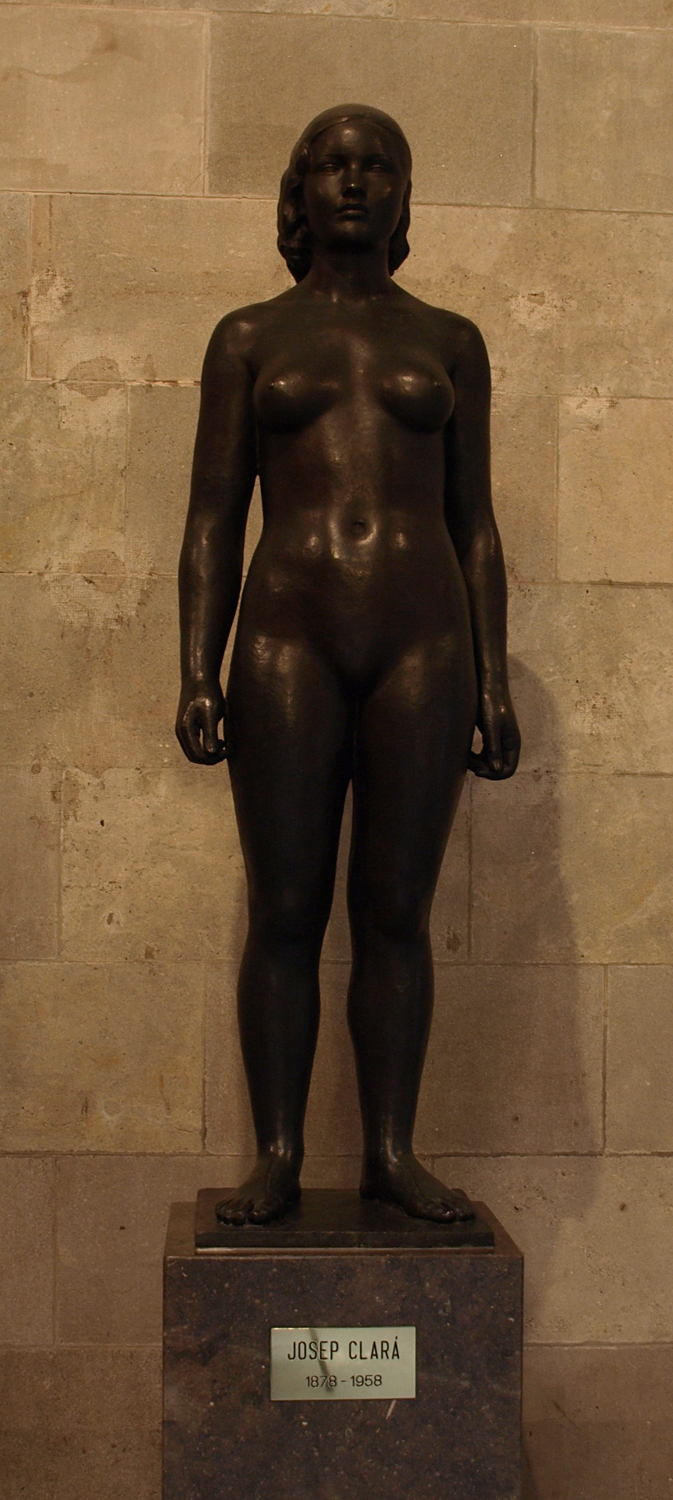
1940 - La Puixança de Josep Clarà.
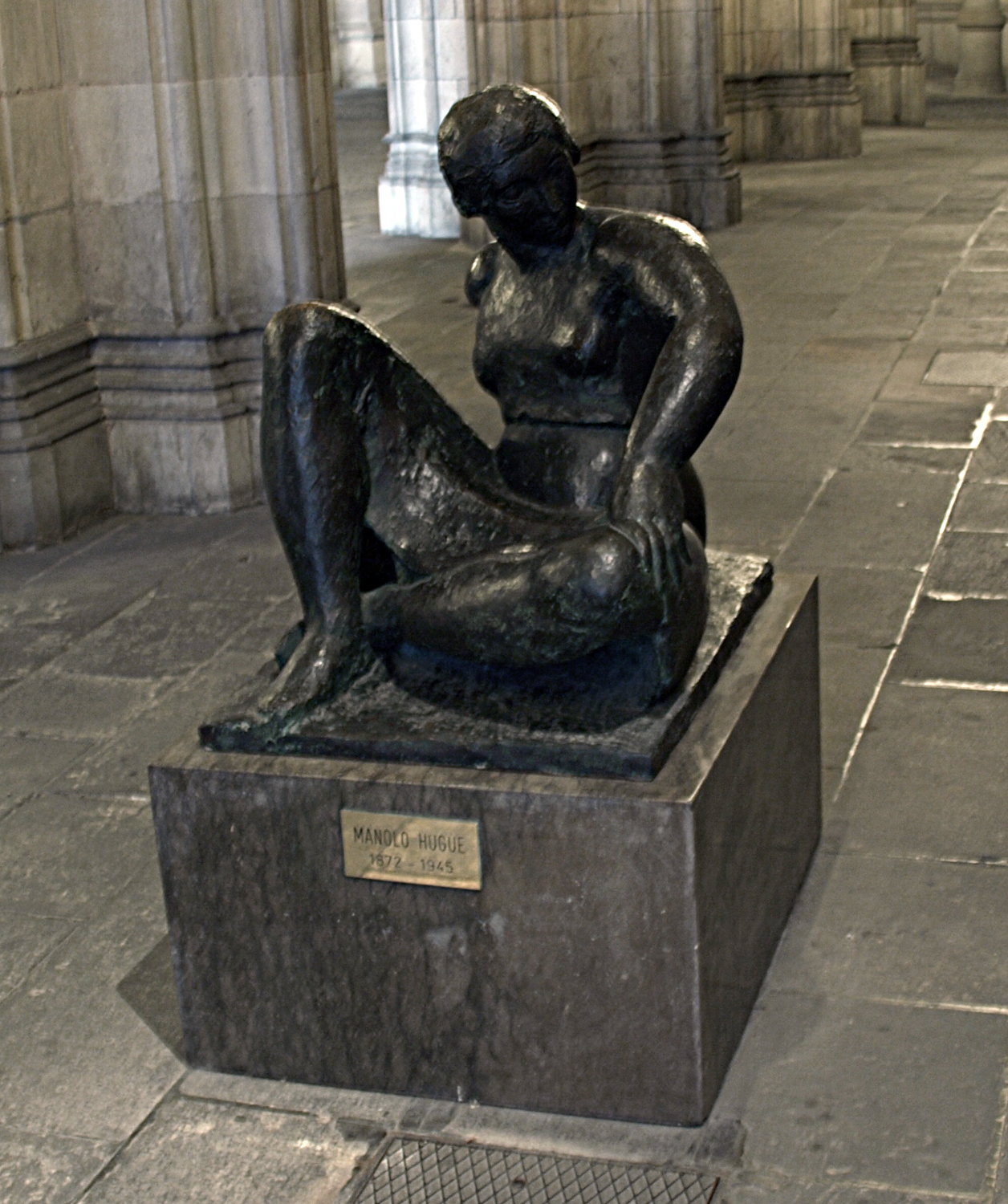
1930 - Mujer sentada de Manolo Hugué.
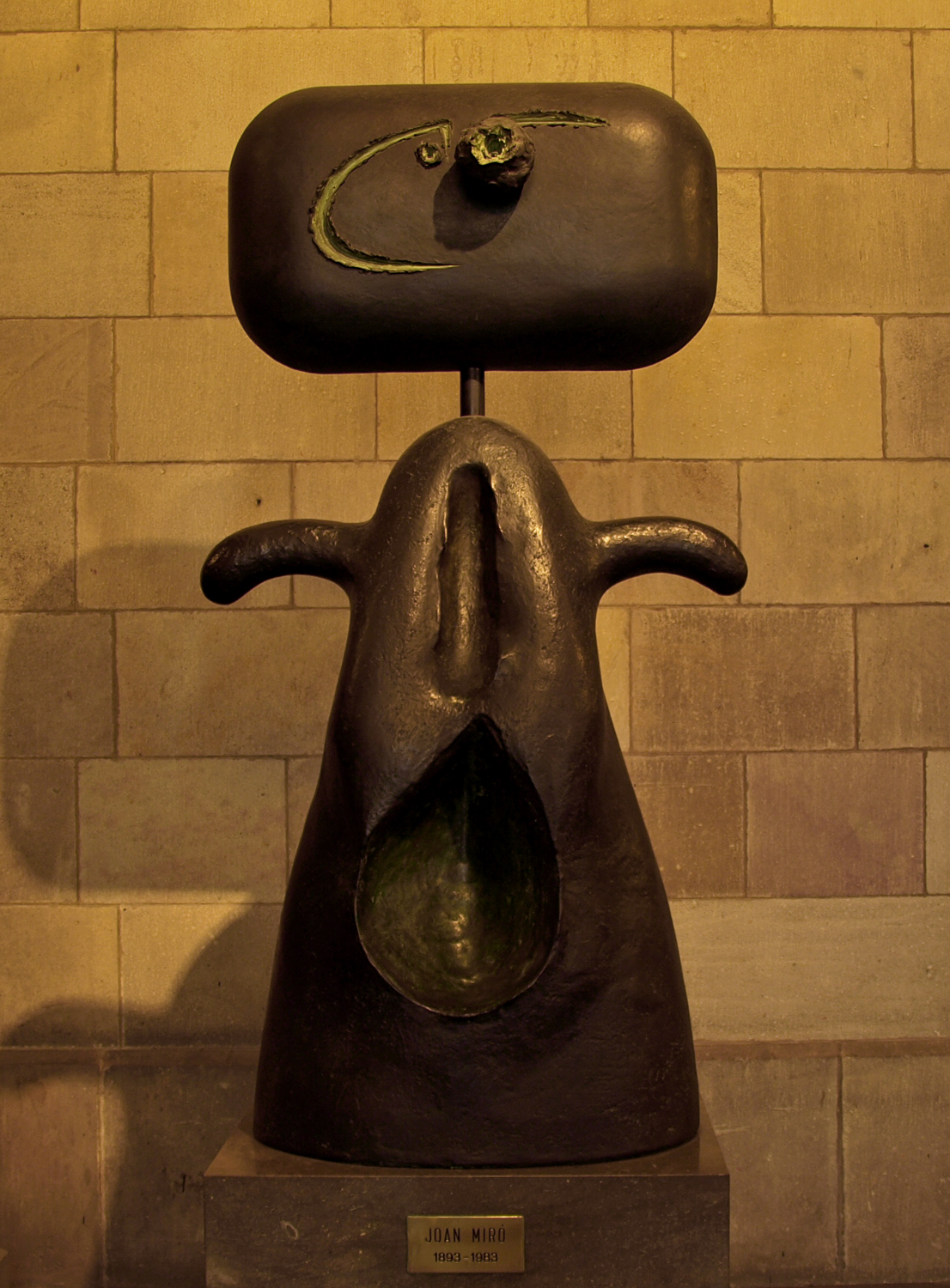
1981 - Mujer de Joan Miró.

#### Sala de las Cuatro Estaciones

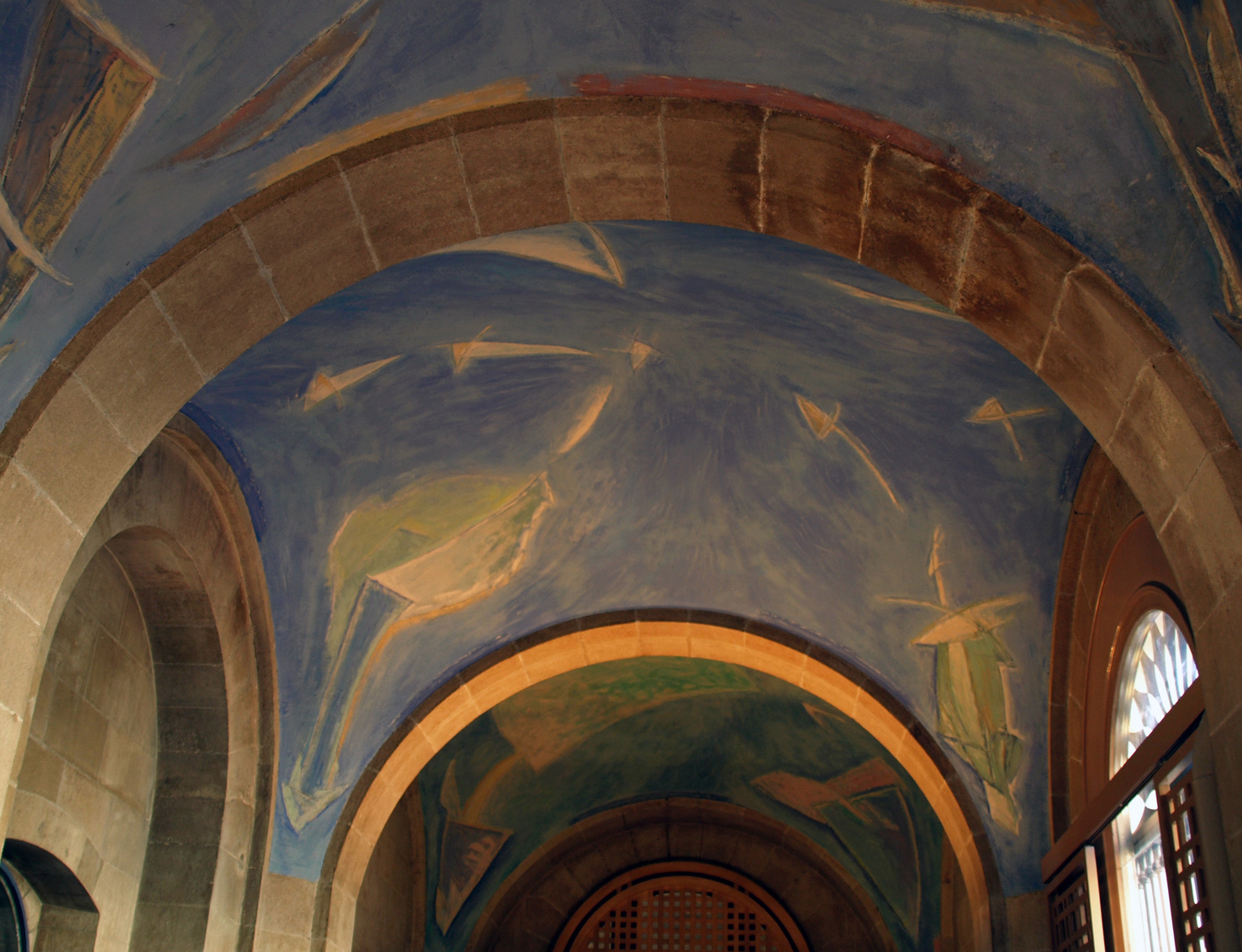
Sala de las Cuatro Estaciones con pinturas de Rafols-Casamada.

La Sala de las Cuatro Estaciones (en catalán: Sala de les Quatre Estacions), está situada en el lateral izquierdo, nada más traspasar la puerta de entrada al patio, proyectada por el arquitecto Pere Casajoana, y representadas de manera abstracta en las bóvedas, por el artista Albert Ràfols-Casamada realizada en 1982, con pintura acrílica sobre un fondo azul eléctrico con pinceladas de otros colores también intensos para conseguir el contraste visual, con dibujos geométricos que se extienden por toda la superficie con líneas difuminadas. Esta sala se dedica para Información Turística de Barcelona.
Al final de esta planta baja se encuentra el lugar donde estaba la antigua escribanía y donde tiene lugar el arranque de la Escalera Negra hacia la parte noble del primer piso.

#### Escalera de Honor

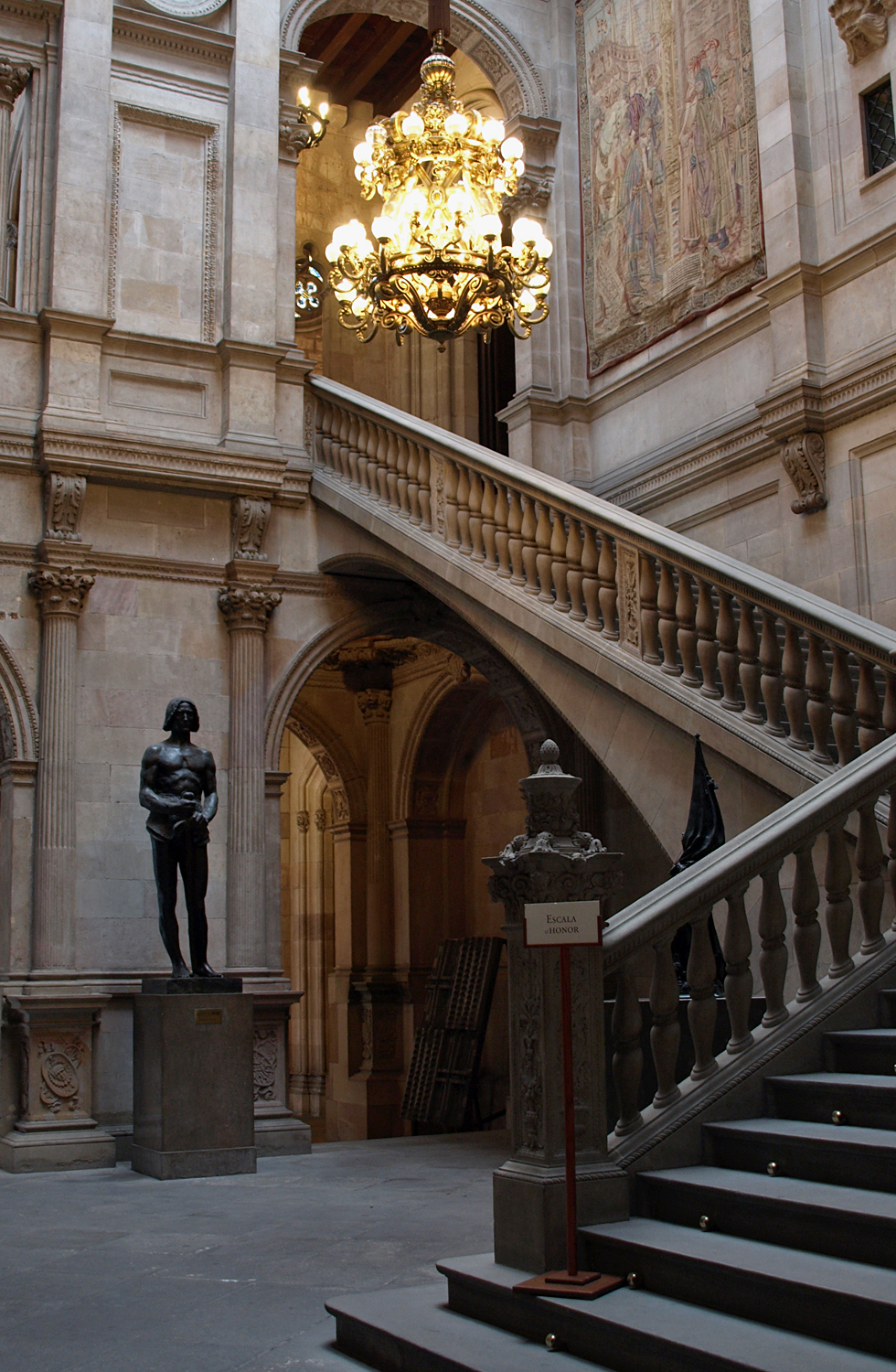
Escalera de Honor. Al fondo se aprecia la escultura de Sant Jordi.

La escalera de Honor (en catalán: l'escala d'Honor), fue construida por el arquitecto municipal Pedro Falqués en 1894 fue modificada en las obras de 1929 por el arquitecto Adolfo Florensa para darle una forma más esbelta y cambiarla de tres a dos tramos; es la que asciende hasta la galería gótica y al Salón de Ciento y está decorada con un escudo de la ciudad realizado en piedra tallada y dos grandes tapices llamados de los consejeros.

#### El Trentenario
El Trentenario (en catalán: Trentenari), era el lugar donde se reunían treinta miembros del consejo, para deliberar las propuestas que debían llegar al pleno del Consejo de Ciento.
Se tienen noticias de que su construcción se hizo en el siglo XIV y que en 1369 ya tenían lugar las reuniones de los consejeros:

en una casa situada al fons del pati central.

El cronista Esteve Gilabert Bruniquer (1561-1641), nos relata la elección de consejeros hechos en el año 1388, donde se explica el recorrido por el edificio: los elegidores bajaban del Salón de Ciento al archivo, después el notario y el escribano salían:

...de l'arxiu i del portal de la casa per lo qual se entrava al verger de la casa de la Ciutat

y los elegidores iban:

...a la lotja que era en dit verger.

votaban y entraban a la casa del Consell de Trenta. Acabado este proceso subían al Salón de Ciento donde hacían público el resultado.
Un ejemplo de estructura del renacimiento son las obras de ampliación que se llevaron a cabo en 1559. La nueva fachada constaba de tres arcos de medio punto sostenidas por pilastras con columnas adosadas y capiteles corintios que sostienen una techumbre con artesonado de madera, donde se encontraba la puerta centrada y una ventana a cada lado con decoración renacentista.
La reforma renacentista del Trentenario, según Adolfo Florensa: «podría haber sido firmada por el propio Fra Giacondo».
La puerta exterior de acceso, se realizó en 1580 de arco de medio punto, enmarcada por columnas salomónicas adosadas con decoración floral y heráldico, en su dintel se puede ver un escudo en el centro y a cada lado dos representaciones de La Prudencia y La Justicia.

#### Escribanía

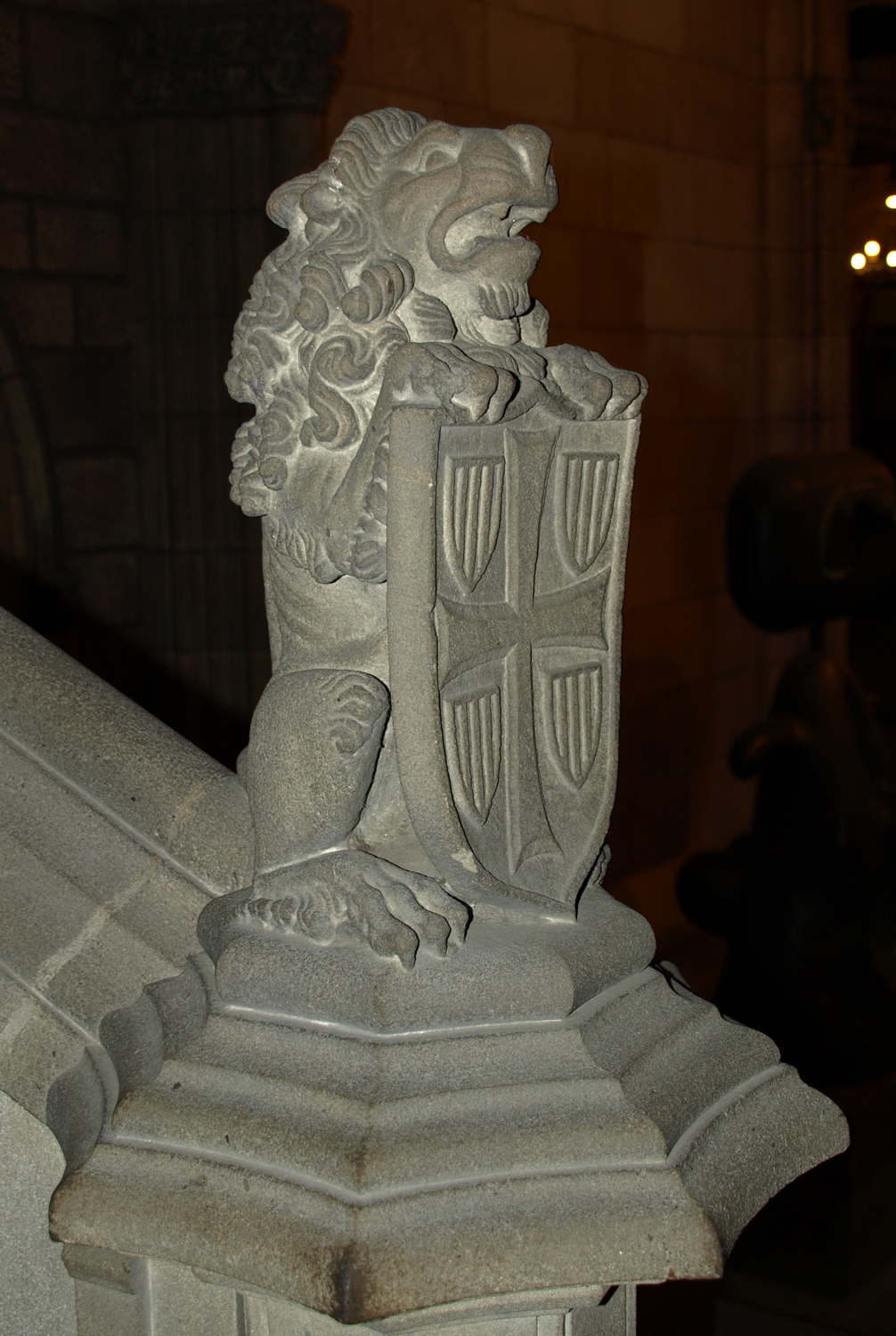
Primer sello que se utilizó en la escribanía, representado escultóricamente en la escalera negra.

La Escribanía (en catalán: l'Escrivania), fue la primera estancia en construirse y en usarse, pues era el espacio donde guardar todos los libros de acuerdos y cuentas. Por documentos conservados se sabe que estaba situada en la parte izquierda de la entrada por la fachada gótica. Se conservan algunos elementos como el escudo que se encontraba sobre la puerta de entrada con la inscripción a su alrededor ES-CRI-VA-NIA y trece de las quince vigas que se encargaron para decoración del techo del recibidor al pintor Berenguer Lleonart en 1401:

Les bigues, taules, cabrions e tota altra fusta del sostre fahedor sobre lo portal mayor de la Casa del Consell.

Las que decoraban propiamente la sala fueron pintadas por Pere Arcanya, once son originales y doce fueron restauradas en 1929, entre las vigas se conservan los escudos en relieve de la ciudad y de los condes de Barcelona. Se reconstruyó la puerta y una ventana con vitrales y donde estaba la escribanía se hizo partir la escalera negra hacia la primera planta.

#### Escalera Negra

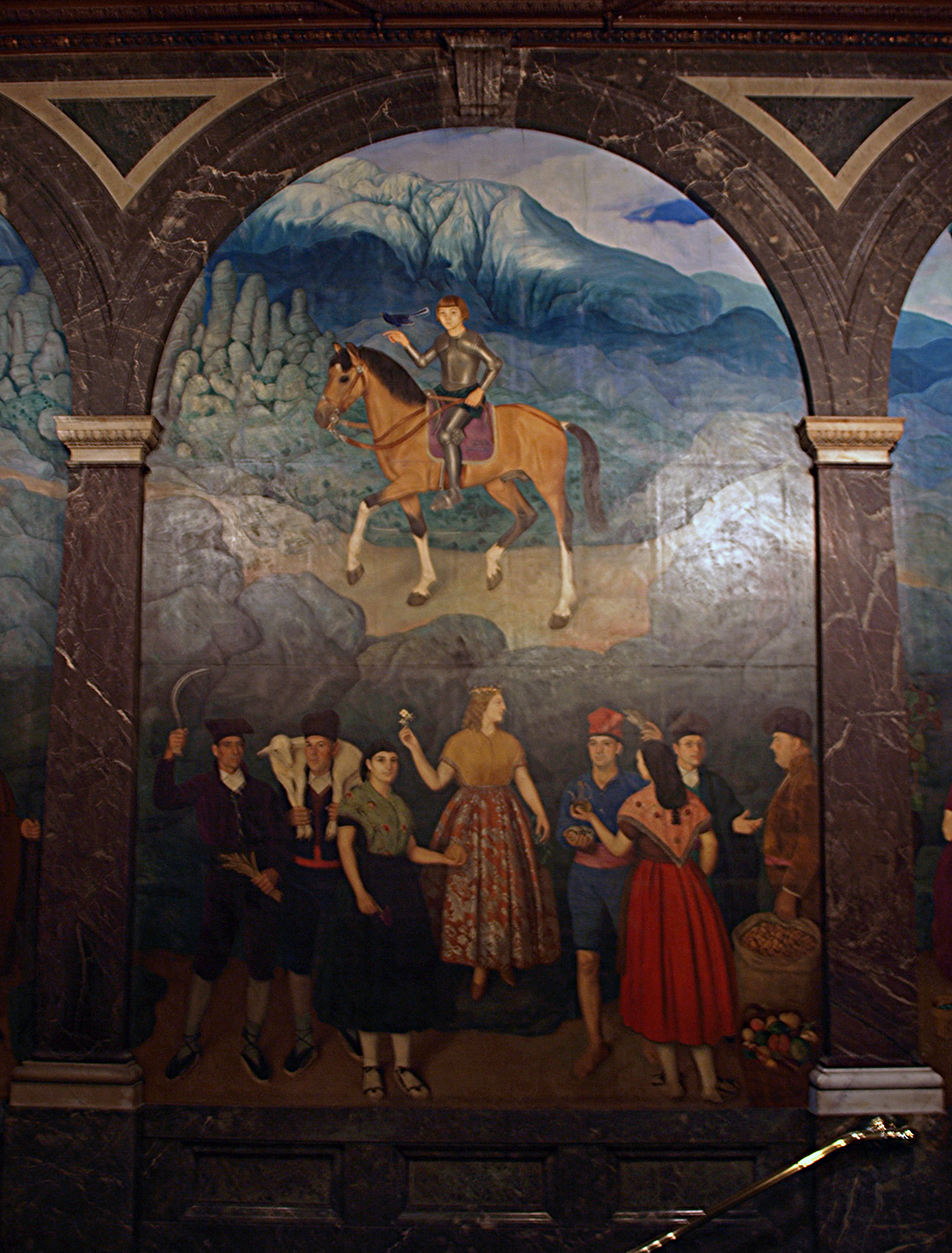
Detalle del mural pintado por Viladrich en la escalera Negra.

La escalera Negra (en catalán: l'Escala Negra), debe su nombre, al material que a partir del primer tramo cambia la escalera de piedra por mármol negro, y fue construida en 1929 por Adolfo Florensa y su equipo, de estilo neogótico para armonizar con su entorno hasta el primer tramo que cambia al estilo neoclásico de la planta primera. En el arranque de la escalera y sostenido por un león tallado, se reproduce en relieve, el primer sello que se utilizó en la Escribanía, cuatro escudos de armas de los condes de Barcelona separados por una cruz. El techo está realizado con un artesonado de madera imitando el antiguo original del Trentenario.
Se encuentran en el muro izquierdo unos grandes murales pintados por Miquel Viladrich en 1930 que tiene por título Barcelona Cap i Casal de Catalunya, realizado con una pintura plana; representa una alegoría de Cataluña con personajes tradicionales y con símbolos como la sardana, las islas Medas o la montaña de Montserrat, así como temas relativos al poema Canigó de Jacinto Verdaguer, enmarcados como un tríptico por tres arcos ciegos de mármol de estilo renacentista.
Al final de la escalera en el frente dentro de una hornacina está colocada la escultura de Josep Viladomat La buena acogida.

### Salón de las Crónicas

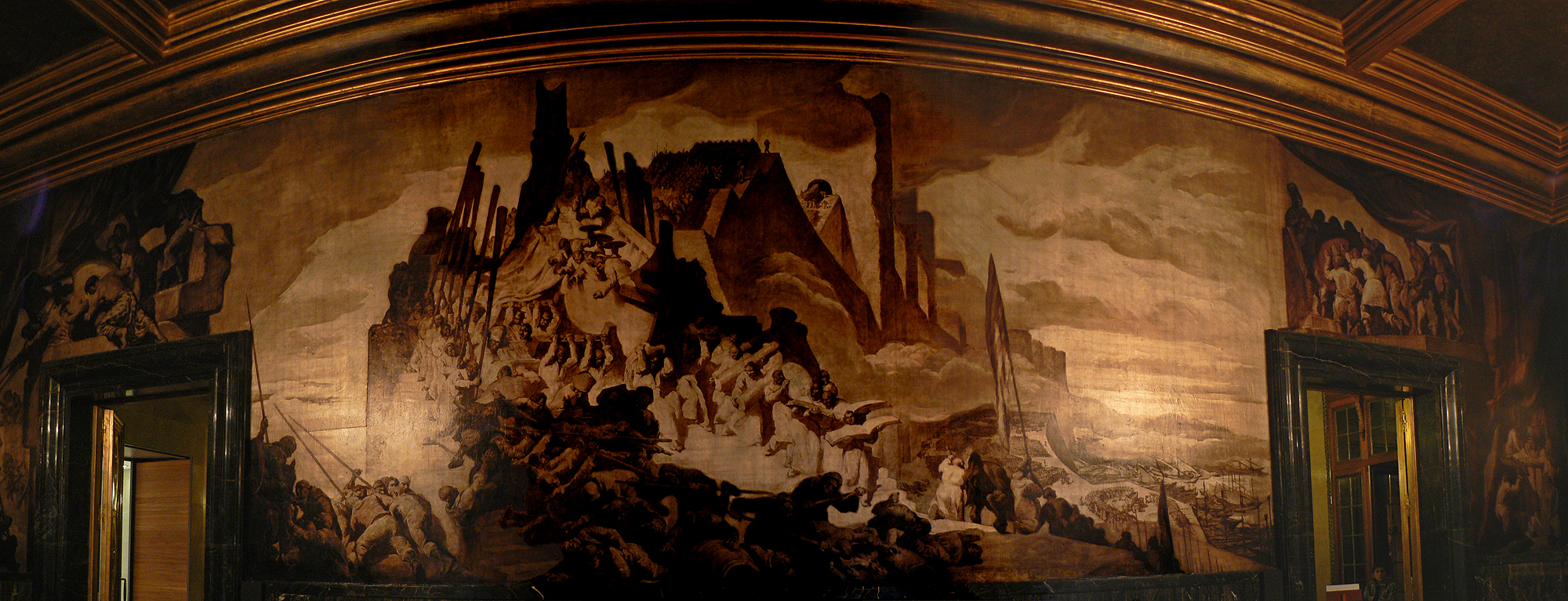
Pinturas de Sert en el Salón de las Crónicas.

El Salón de las Crónicas (en catalán: Saló de Cròniques) es uno de los espacios que más reformas tuvo en 1929 cuando se variaron las dimensiones y se elevó el techo. Pero lo más llamativo del salón son los murales de pintura que cubren sus cuatro paredes y el techo.
Se hizo el encargo al pintor Josep Maria Sert, entonces residente en París. Hasta allí se trasladó Agustí Duran i Sanpere, para entre ambos realizar la propuesta de la representación de las pinturas: Debía ser sobre la narración de las crónicas de Ramón Muntaner y Bernat Desclot que hicieron sobre la expedición de los catalanes almogáraves en Oriente, que había estado dirigida por Roger de Flor.
Para su realización se empleó hojas de pan de oro y plata y sobre este material la narración en pintura al óleo del encuentro de Roger de Flor con el emperador Andrónico II Paleólogo, el pago de los griegos con moneda falsa, la marcha hacia el Bósforo, la defensa de Galípoli, el asesinato de Roger de Flor, la venganza catalana, la incorporación a la Corona aragonesa de los ducados de Atenas y Neopatria, los dos cronistas Ramón Muntaner y Bernat Desclot. En el techo, hay una pintura con la escena de la defensa de la torre de Adrianópolis. El efecto de las pinturas se resalta sobre manera con el pavimento de mármol negro.

### La Capilla del Buen Consejo

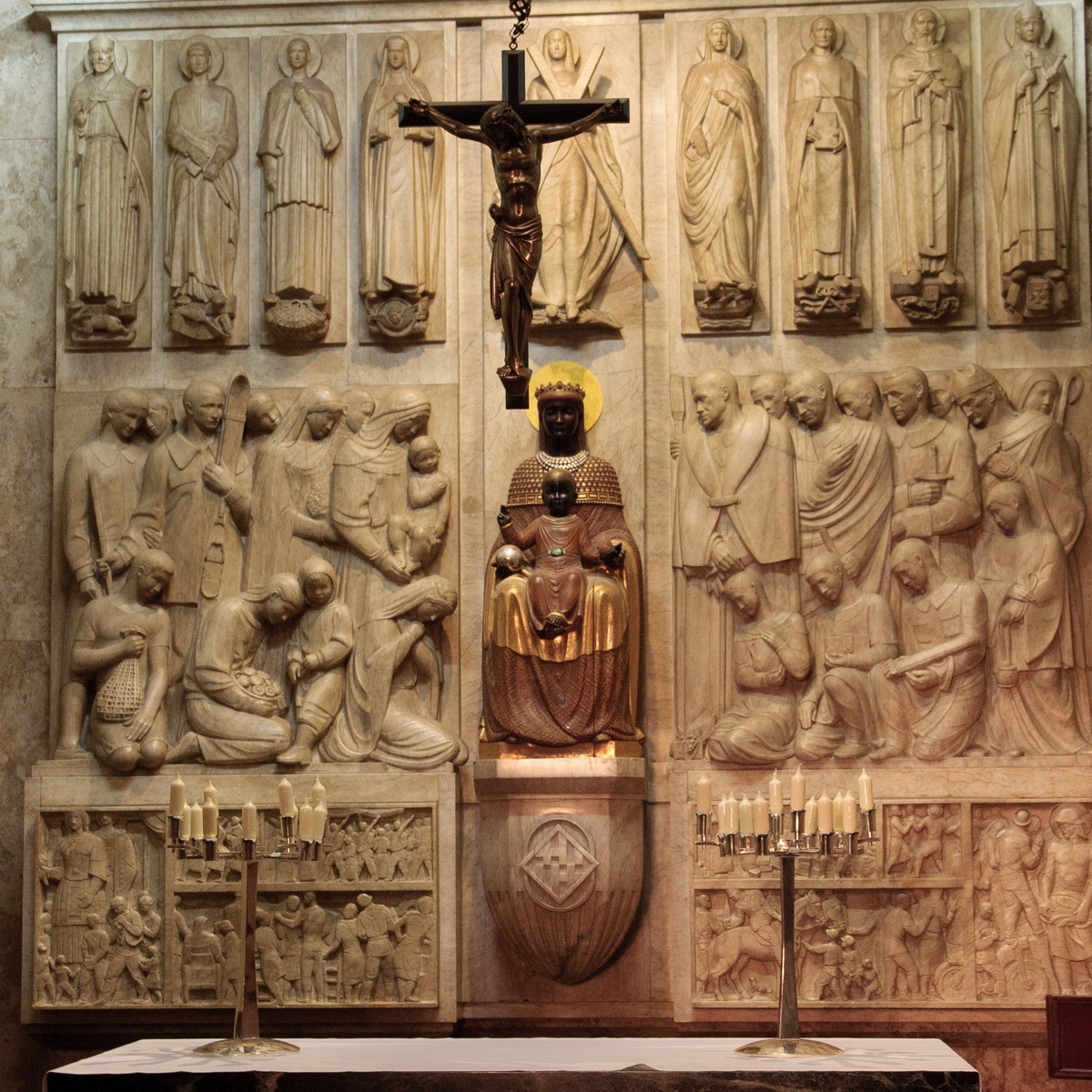
Capilla del Buen Consejo con la imagen de la Virgen de Montserrat presidiéndola.

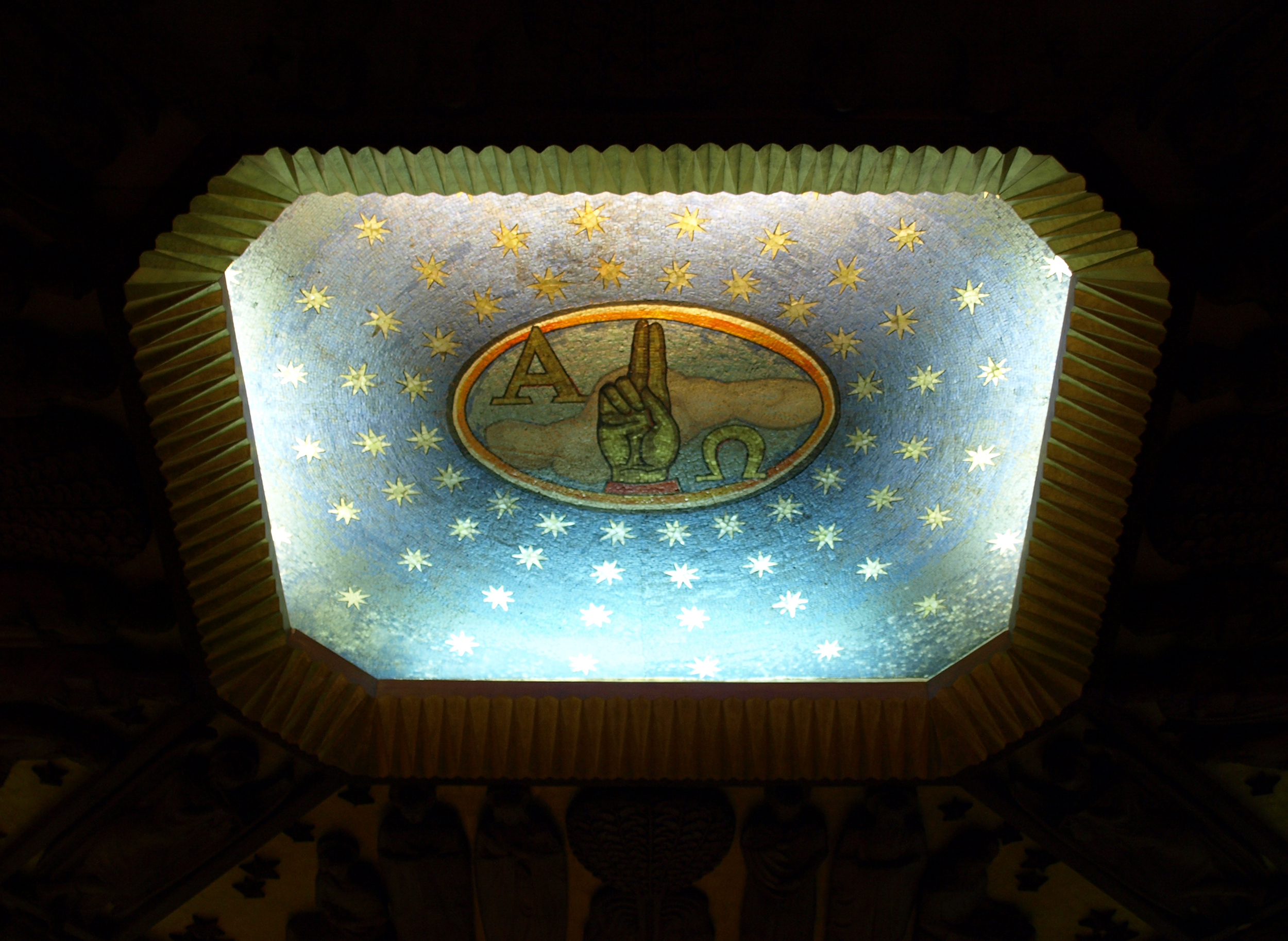
Detalle del techo de la Capilla del Buen Consejo por Enric Monjo.

De la Capilla del Buen Consejo (en catalán: Capella del Bon Consell), se tiene noticia que la primera fue construida entre 1379 y 1408, solo se conserva la puerta y el escudo con las armas del ayuntamiento. En cuanto al interior no se tiene noticia de su decoración pero sí del retablo de la Virgen dels Consellers,  que fue encargado el 4 de septiembre de 1443 al pintor valenciano Lluís Dalmau haciendo constar en el contrato que sería: 

De bona fusta de roure de Flandes ben endrapat e enguixat.

 El 27 de noviembre se encargó a Francisco Gomar la ejecución del trabajo de la parte en madera del retablo.
La actual capilla, encargada siendo alcalde de la ciudad José María de Porcioles, está situada al lado del salón de las Crónicas y es de dimensiones muy reducidas. La decoración se encargó al escultor Enric Monjo en 1958, inaugurándose en 1966. Preside la capilla la imagen de la Virgen de Montserrat de talla policromada y en su peana el escudo de la ciudad, sobre ella hay un crucifijo de marfil y en el gran plafón central unos grupos de imágenes representando las autoridades y los personajes tradicionales del pueblo, haciendo sus ofrendas a la Virgen. En su parte alta se encuentra el cortejo de los santos barceloneses y mercedarios, como San Olegario, San José Oriol, Santa Eulalia, San Pedro Nolasco y San Raimundo de Peñafort, entre otros. A cada lado se encuentran las cuatro virtudes cardinales, prudencia, justicia, fortaleza y templanza. En las paredes laterales también de alabastro, hay dos grandes retablos, el de la derecha representa la glorificación de la Virgen con devotos a sus pies y unos grandes grupos de ángeles y en el de la pared izquierda, la adoración a Jesús por parte de los reyes magos, pastores etc.
En el techo se aprecia un lucernario con un mosaico que representa el cielo y en su centro la mano de Dios entre las letras alfa y omega a su alrededor hay un conjunto de esculturas en madera de tilo, representando un conjunto de santos y ángeles músicos.

### Salón Carles Pi i Sunyer

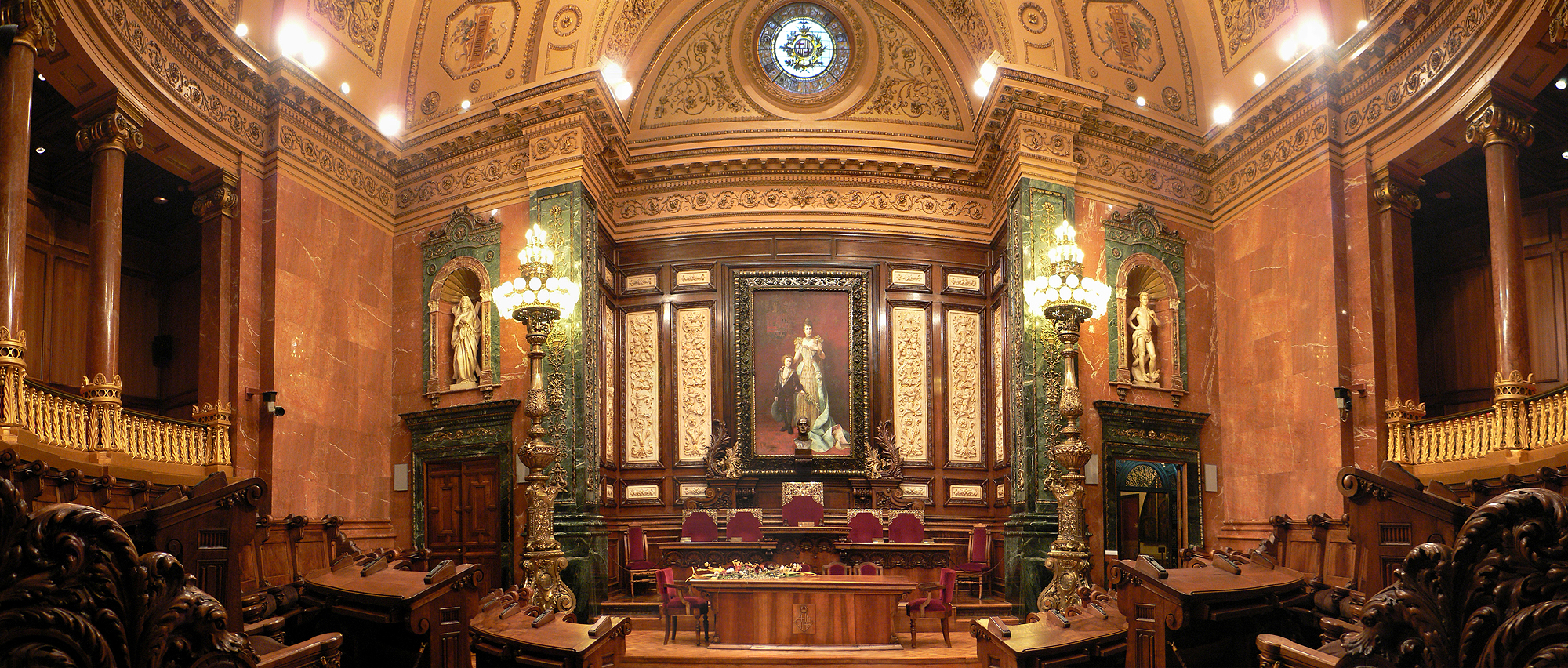
Salón Carles Pi i Sunyer con la pintura de la Reina María Cristina y Alfonso XIII.

El Salón Carles Pi i Sunyer, hasta septiembre de 2016 Salón de la Reina Regente, (en catalán: Saló de la Reina Regent), es el espacio donde se celebran los plenos municipales, construido en 1860 sobre el lugar que ocupaba el Patio de los Naranjos por el arquitecto Francisco Daniel Molina.
Es una sala de planta semicircular, cubierta con una bóveda de media cúpula, decorada con pinturas del artista Claudio Lorenzale, y una claraboya de cristal de Pedro Falqués. Las galerías se abren al hemiciclo entre columnas jónicas de mármol rojo, cuyas bases están decoradas con motivos florales dorados.
Presiden el salón un retrato de la reina regente María Cristina con su hijo el rey Alfonso XIII, pintado por Francisco Masriera, y un busto del rey Juan Carlos I, situados detrás de la mesa presidencial. El cuadro de Masriera fue realizado en 1888 con motivo de la visita de la reina regente y de Alfonso XIII a la Exposición Universal que se celebró ese año en Barcelona. En unas hornacinas laterales se pueden ver las esculturas realizadas por Josep Viladomat de San Jorge y Santa Eulalia. El hemiciclo se distribuye en dos niveles, para los regidores con cincuenta sitiales y otro para el público y prensa que quiera asistir a los plenos. El mobiliario fue renovado en 1891 por el arquitecto Pedro Falqués de estilo alfonsino. En el eje de la sala se abre una puerta que conduce al Salón de Ciento enclavado en el centro del edificio.

### El Salón de Ciento

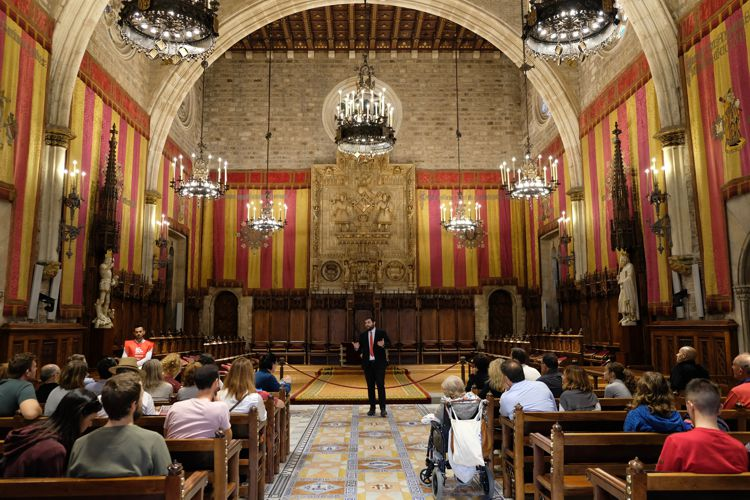
Panorámica del Salón de Ciento durante una visita.

El Salón de Ciento (en catalán: Saló de Cent), fue realizado por el maestro de obras Pere Llobet en 1369, es de planta rectangular, con cubierta plana y con tres tramos separados por dos grandes arcos de medio punto. Para su iluminación se abrieron cuatro rosetones, el más grande se construyó sobre la entrada principal, mientras que los tres restantes y de inferior tamaño, se ubicaron en el muro que daba al Patio de los Naranjos. Los vitrales de los rosetones fueron realizados por el artista Nicolau de Maraya. La decoración del artesonado del techo se encargó a Jaime Canalies, Francesc Jordi y Berenguer Lleonart en 1372.
La primera reunión del consejo se hizo el 17 de agosto de 1373, durante el reinado de Pedro el Ceremonioso según la placa que se puede ver en el Salón:

L'any 1373 de la Nativitat del Senyor, el dia 17 d'agost, regnant l'il·lustríssim Senyor Pere III, per la gràcia de Déu rei d'Aragó, fou celebrat el primer Consell dels Cent Jurats en aquesta casa, que fou enllestida el mateix any, essent-ne aleshores Consellers els venerables Pere Ça Rovira, Llorenç de Gualbes, Jaume Burguès, Bernat Ferrer i Galceran Carbó.

En el siglo XVII se decidió hacer reformas al gusto del nuevo arte del barroco y se encargó al escultor Agustí Pujol la sillería de madera y el retablo del muro de la cabecera del salón. El fallecimiento de Agustí Pujol ocurrido en el mismo año 1628, obligó a encargar las obras a Josep Sayós, que se tuvieron que interrumpir por la Guerra de los Segadores en 1640. En 1667 se construyó una puerta de acceso de mármol realizada por Josep Ratés y Pere Serra, que pasó en 1929 a ser una puerta lateral del salón.

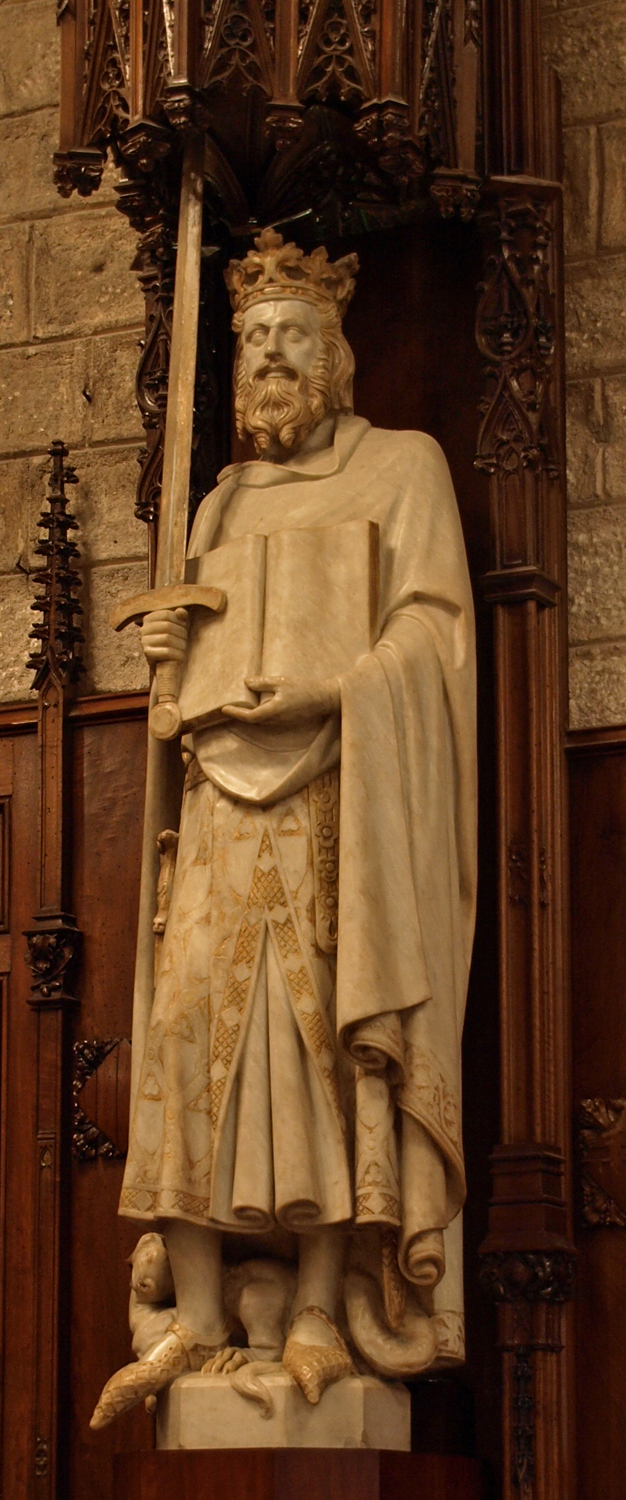
Jaime I en el Salón de Ciento.

A partir de 1714 con los decretos de Nueva Planta, y una Real Orden del 28 de agosto de 1718 donde se disponía:

… se ponga la Sala en la forma en que están las de los demás Ayuntamientos de las demás ciudades de estos reinos.

También se mandaba por Real Cédula del 13 de octubre de 1718:

… que se quiten y arrimen los doseles y sillería que hay puesta en la Casa de la Ciudad de Barcelona en el aposento donde se juntan los administradores que era la Sala del Concejo de Ciento.

Entró en decadencia hasta el extremo que en 1822 el Salón de Ciento cerró sus puertas y fueron vendidas las obras barrocas que había en él.
Se reconstruyó en 1860 por el arquitecto Francisco Daniel Molina añadiéndole dos tramos más con un arco igual a los que ya existían durante una visita de la reina Isabel II y la restauración de los Juegos Florales gracias a las iniciativas entre otros de Víctor Balaguer, con el lema Patria, Fides, Amor. A partir de aquí hubo otras reformas durante diferentes años. En 1887 ante la celebración en la ciudad, de la Exposición Universal de 1888, se convocó un concurso para un proyecto de reforma al que acudió Antoni Gaudí pero fue Lluís Domènech i Montaner quien se hizo cargo de las obras, aunque no se realizó totalmente su proyecto.
En 1914 fue aprobado un nuevo proyecto de Enric Monserdá i Vidal, donde el diseño mantenía el estilo gótico histórico del lugar. Se construyó una sillería gótica, un pavimento con representaciones de los escudos de los gremios y la ciudad, como el que se ve en el retablo de la Virgen de los Consejeros de Lluís Dalmau de 1443 y el retablo de alabastro colocado en el testero del salón, representando un escudo de la ciudad custodiado por dos maceros y en su parte baja las esculturas de La Virgen de la Merced, con San Andrés y Santa Eulalia en ambos lados seguidos de unos medallones representando el escudo de San Jorge y el Libro de los Privilegios de Barcelona y en el bordón del retablo las esculturas de los consejeros Joan Fivaller y Rafael Casanova. La fecha de realización del retablo fue en 1924. En los muros laterales del salón están las esculturas del rey Jaime I y de San Jorge realizadas por Manuel Fuxá, colocadas bajo un coronamiento con pináculos góticos reconstruidos en 1998 por el escultor Medina Ayllón.

### Galería gótica

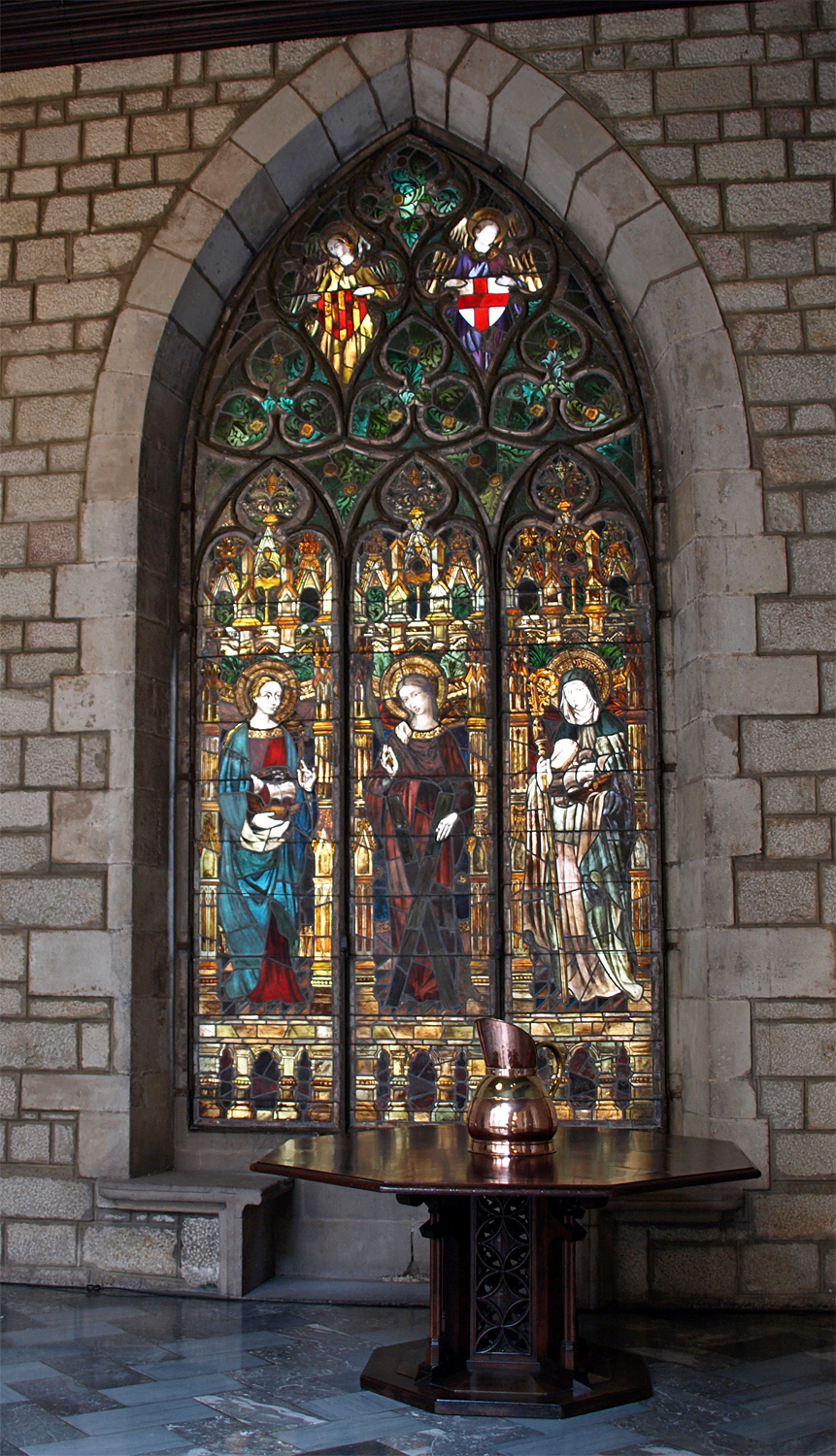
Vitral de la galería gótica.

La galería está porticada con arcos apuntados que descansan sobre finas columnas de capiteles con motivos florales y angelotes, de estilo renacentista. En uno de estos capiteles está la fecha de 1577 grabada.
En 1929, en las obras de remodelación de Adolfo Florensa y Antoni Falguera se retiraron los vitrales que habían sido instalados por Doménech i Montaner en 1888, colocando tres en uno de los rincones de la galería realizados en el taller de Antoni Rigalt representando:
- Santa Madrona, Santa Eulalia y Santa María de Cervelló, las tres patronas de la ciudad.
- Los obispos San Olegario y San Severo, obispos y patrones de la ciudad (estrictamente, el "oficial" es San Severo, pero San Olegario tiene la consideración de patrón secundario).
- San Cristóbal y San Sebastián, santos protectores y copatrones de la ciudad.

Así se dejaba más parecida a la construcción del siglo XVI, y se encargó al pintor Josep Maria Sert la decoración de las bóvedas de las galería con personajes como Cristóbal Colón, los teólogos Francesc Eiximenis y Raimundo de Peñafort, los filósofos Jaime Balmes y Josep Torras i Bages, los poetas Ausiàs March y Jacinto Verdaguer etc, con los tonos ocres característicos de la pintura de Sert.

### Despacho de Honor de la Alcaldesa
El despacho de Honor de la Alcaldesa (en catalán: Despatx d'Honor de l'Alcaldessa),decorado por Jaume Llongueres Badia, está orientado hacia la plaza de San Jaime, encontrándose en él los paneles pintados por Xavier Nogués en 1932, simbolizando los hechos importantes acaecidos en la ciudad durante el siglo XIX, como el derribo de las murallas en 1854 para agrandar la ciudad, el movimiento cultural de la Renaixença catalana de principios de los años 1830, los coros de Clavé y la industrialización.

### Sala de Carlos III
Esta sala es la que tiene acceso al balcón principal de la fachada neoclásica, para su decoración se hizo el encargo al pintor Josep Pey en 1929; en el techo y en las cornisas representó la época borbónica en Barcelona durante el siglo XVIII, alrededor de la imagen central de Carlos III en su entrada a la ciudad.

### Sala de Comisiones
Conocida como Salón de la Virgen del Pilar por haber tenido una imagen de la Virgen en su interior. Se encargó en 1929 al pintor Ricard Canals su decoración, que debido a su defunción, solo puedo llevar a cabo la pintura del techo, enmarcada dentro de un gran óvalo con fondo azul, tiene representada la ciudad de Barcelona como una figura femenina con el lema: Terra dabit merces undaque divitas.
Durante la década de 1950, se terminó su decoración con las pinturas de las paredes por el artista Antoni Vila Arrufat.

### Sala de la Expansión Ciudadana

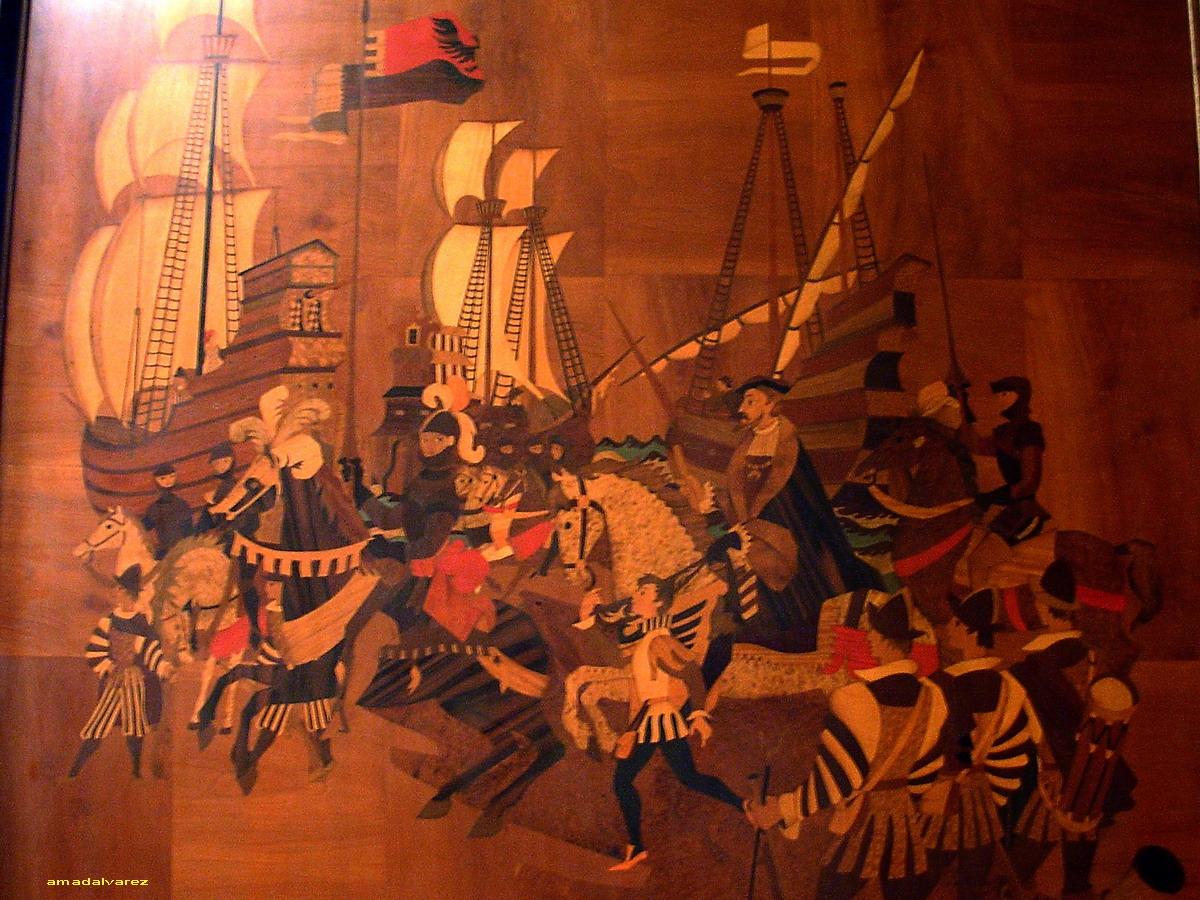
Detalle de la marquetería. Sala de la Expansión Ciudadana.

Llamada también Sala de Consolat de Mar, es la que aloja las reuniones de los regidores. En 1958 se encargó su decoración a Evarist Móra, que en grandes plafones cubrió todas sus paredes con marquetería, reproduciendo la expansión ciudadana de los siglos XIII y XIV.

### Sala del Quijote
Está situada al lado del despacho de Honor del alcalde y decorada con representaciones de la estancia, según la novela de Cervantes, del Quijote en Barcelona, realizadas en 1958 por el pintor Francesc d'Assís Galí.

### Sala del Buen Gobierno
El pintor Josep Obiols, fue el autor de la decoración de esta sala en 1961, destinada para las reuniones de los regidores municipales. Los temas son: el Trabajo y la Ley, la Fe, la Pulcritud, la Justicia y la Concordia, pintados con un estilo muy académico.

### Sala del Trabajo
Encargada al pintor Ramon Rogent en 1956, se representan los gremios y oficios que han tenido tanta importancia en la historia de la ciudad; por su muerte ocurrida dos años más tarde, fue acabada por su discípulo Joan Bosco Martí, quien la realizó siguiendo fielmente los dibujos de su maestro.

## EdificiosNouyNovíssim

### Patio central del edificioNou

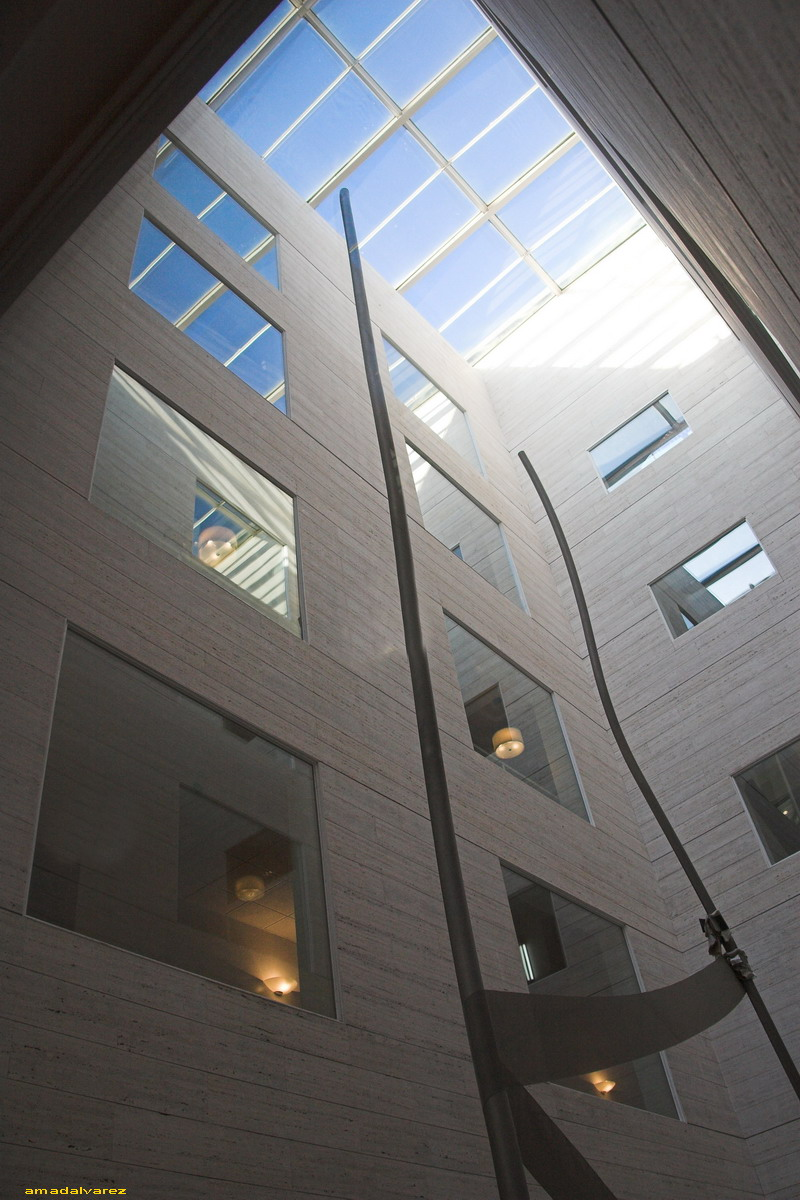
La obra Preferiría no fer-ho, en el patio central.

Una de las intervenciones del arquitecto Manuel Brullet en la remodelación del edificio Nou de 1994, fue la ampliación del patio central. El objetivo era, según Brullet:

[...] iluminar y arreglar todas las circulaciones perimetrales de las oficinas. Se ha eliminado la sensación de laberinto del antiguo edificio y se han practicado sistemáticamente oberturas en todas las dependencias, que han convertido unas oficinas oscuras y poco confortables en unas oficinas diáfanas y domésticas.

Se encargó una escultura para este nuevo espacio al artista Antoni Llena. La obra diseñada por el escultor tiene más de veinte metros de altura, elevándose a lo largo de las seis plantas del edificio y consta de dos palos como si fuera un gran tendedero irregular con dos cintas que representan la sujeción de la memoria de la ciudad y su historia. Sobre la base de uno de los palos, Antoni Llena puso una cinta metálica donde grabó el lema Preferiria no fer-ho (preferiría no hacerlo), frase inspirada en un personaje de Herman Melville, el funcionario Bartleby que exclama I would prefer not to (preferiría no hacerlo), y que muestra, según el escultor, algunas de las contradicciones que han guiado la historia de la ciudad. Fue instalada en 2002.

### Sala Lluís Companys
Decorada por Eulàlia Serra, esta sala fue inaugurada en 1990 con el objetivo de albergar conferencias de prensa y comisiones del gobierno, siendo la última gran reforma del edificio Novíssim, ubicado en la plaza San Miguel. Está dividida en tres salas más pequeñas; la Sala del Alcalde, la Sala de Prensa con forma de hemiciclo, destacando la gran lámpara con forma de óvalo y el escudo del ayuntamiento y la pequeña Sala de Reuniones, donde se encuentra la obra Taula del artista Josep Guinovart de 1993, representando el mar, la tierra, el agua y la tradición, según una explicación del mismo artista:

... l'origen d'aquesta obra està situada a Menorca, la taula, monument megalític prehistòric propi del Mediterrani. És un intent pictòric d'espai i forma, horitzontal de pedra i de mar, amb el suport vertical de terra i pedra al infinit...

### Mirador de Maria Aurèlia Capmany
Fue diseñado por el arquitecto Manuel Brullet en 2004, dedicado a la que fue Regidora de Cultura del ayuntamiento Maria Aurèlia Capmany. Está situado en el último piso del edificio Novíssim, después de haber eliminado las cuatro plantas superiores, convirtiéndolo en un salón mirador con una vista privilegiada, ofreciendo diferentes panorámicas de la ciudad. La estructura posee una barandilla de vidrio que rodea todo el mirador, el techo y el pavimento están construidos con madera.

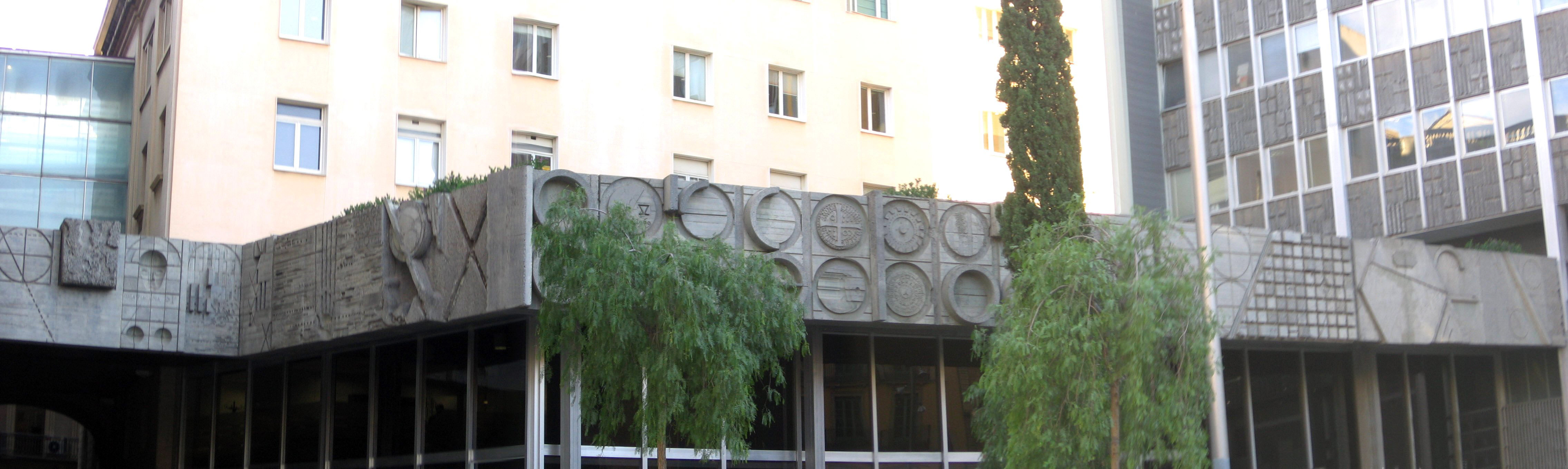
Friso Barcelona, del escultor Josep Maria Subirachs.

## Galería

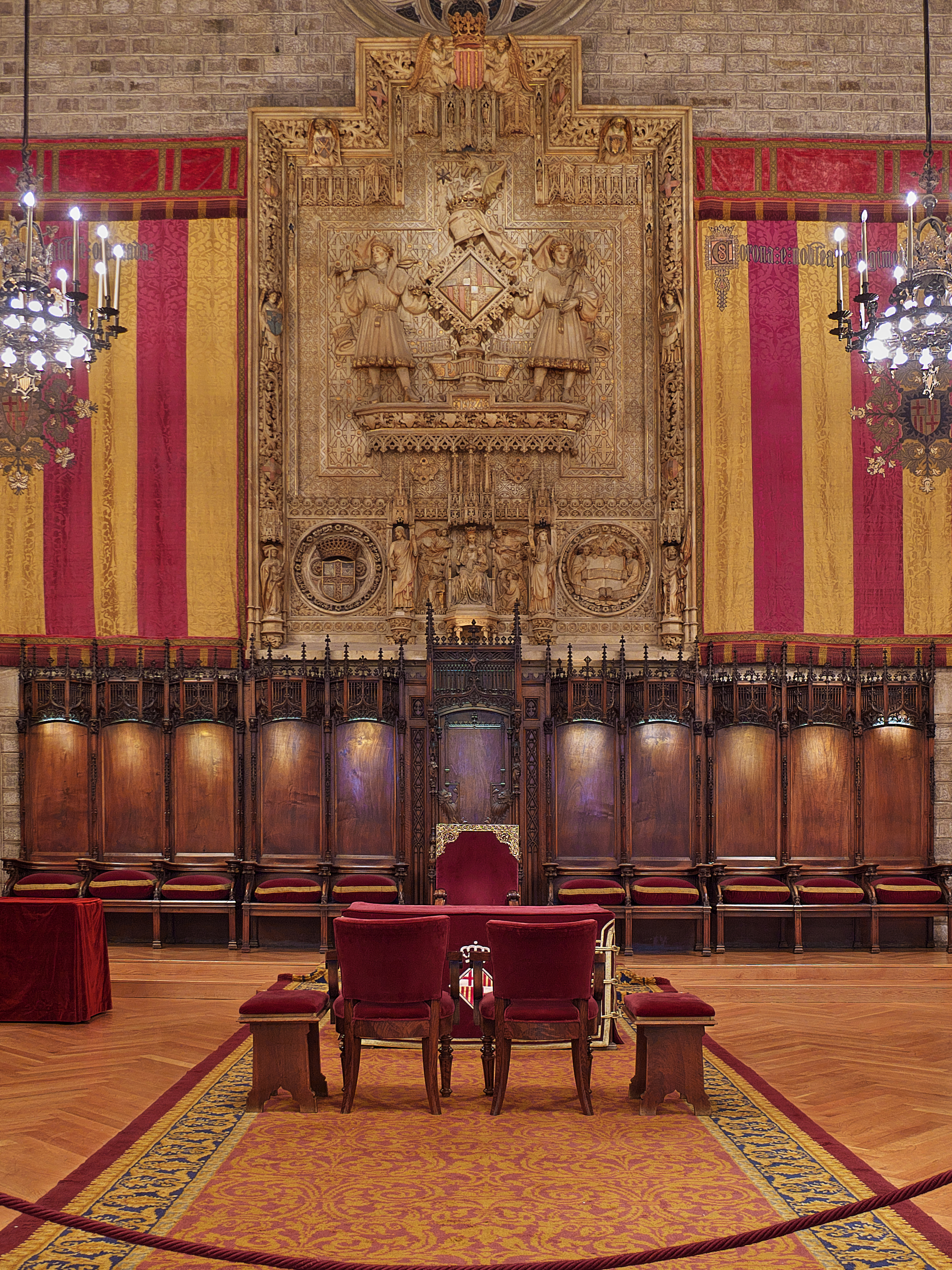
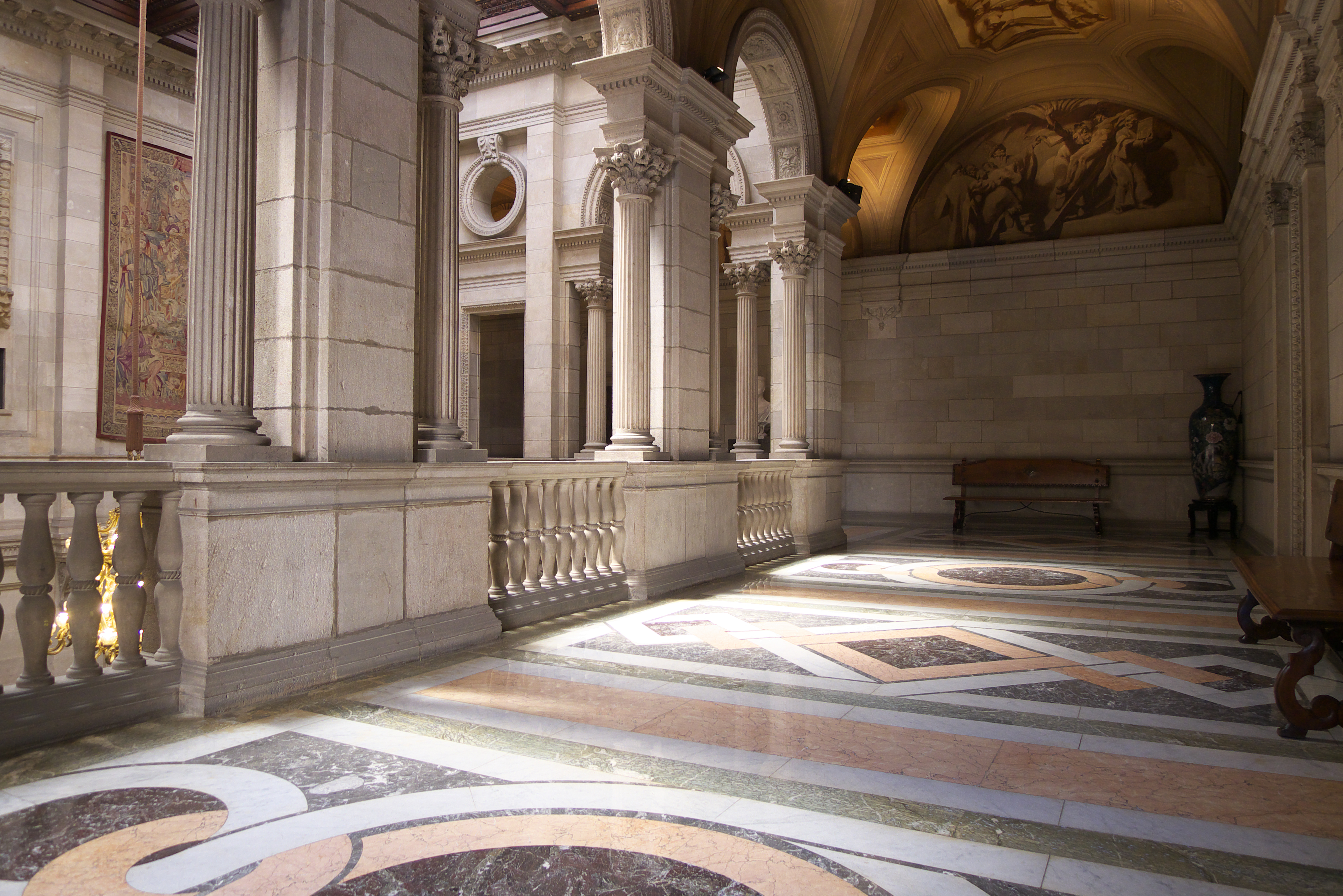
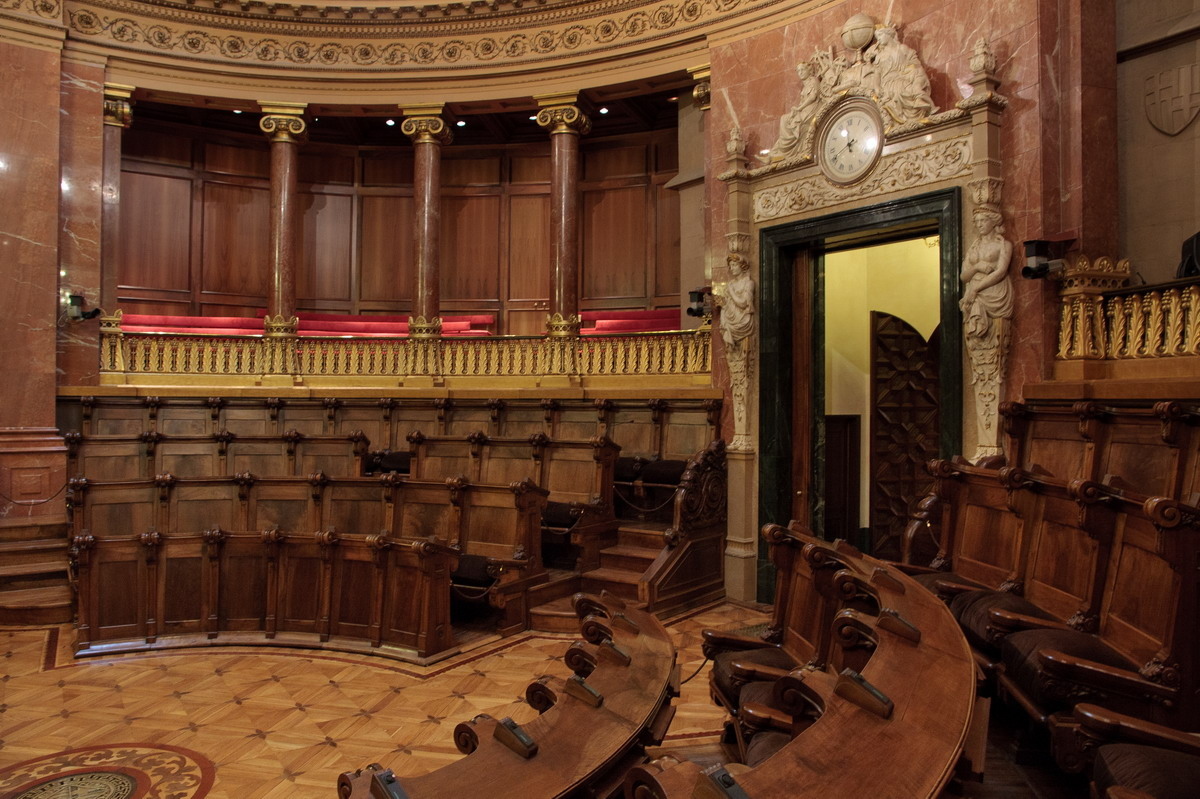

## Cronología arquitectónica
| Fecha     | Intervención                                                                                     | Autor                                      |
| --------- | ------------------------------------------------------------------------------------------------ | ------------------------------------------ |
| 1369-1373 | Salón de Ciento, escribanía y Trentenario.                                                       | Pere Llobet                                |
| 1399-1402 | Fachada gótica de la calle Ciutat.                                                               | Arnau Bargués                              |
| 1559      | Ampliación renacentista del Trentenario.                                                         | (?)                                        |
| 1577-1580 | Puerta principal Salón de Ciento (antigua puerta del Trentenario) y la galería gótica del patio. | (?)                                        |
| 1647-1648 | Puerta lateral del Salón de Ciento.                                                              | Jaume Granger                              |
| 1831-1847 | Fachada principal neoclásica de la plaza San Jaime.                                              | José Mas Vila                              |
| 1853-1855 | Escudo-coronamiento de la fachada neoclásica.                                                    | Francisco Daniel Molina                    |
| 1848-1860 | Ampliación dos los últimos tramos del Salón de Ciento.                                           | Francisco Daniel Molina                    |
| 1860      | Salón de la Reina Regente.                                                                       | Francisco Daniel Molina                    |
| 1868      | Vitrales y rosetones del Salón de Ciento.                                                        | Miquel Garriga i Roca                      |
| 1887-1888 | Vitrales en la galería gótica y reforma parcial del Salón de Ciento.                             | Lluís Domènech i Montaner                  |
| 1890-1894 | Escalera de Honor.                                                                               | Pedro Falqués Urpí                         |
| 1913      | Proyecto de reforma del Salón de Ciento. Ejecutado en 1924.                                      | Enric Monserdà i Vidal                     |
| 1926      | Escalera Negra y traslado de la puerta al Salón de Ciento.                                       | Antoni de Falguera                         |
| 1928      | Edificio Nou.                                                                                    | Antoni de Falguera                         |
| 1929      | Modificación Escalera de Honor.                                                                  | Adolfo Florensa Joaquim Vilaseca           |
| 1929-1930 | Salón de Crónicas.                                                                               | Adolfo Florensa José María Sert            |
| 1962-1969 | Edificio "Novíssim".                                                                             | Lorenzo García-Barbón Enric Giralt i Ortet |
| 1982      | Sala Cuatro Estaciones. Actualmente dedicada a información turística.                            | Pere Casajoana i Salvi                     |
| 1994      | Patio interior del edificio Nou.                                                                 | Manuel Brullet Tenas                       |
| 2000-2001 | Derribo parcial del edificio "Novíssim".                                                         | Manuel Brullet Tenas                       |